# Olympiakos Piräus (Fußball)
Olympiakos Piräus (griechisch Ολυμπιακός [ɔlimbjaˈkɔs̺]) ist ein griechischer Fußballverein mit Sitz in Piräus. Er wurde 1925 gegründet und 1979 erfolgreich aus dem Stammverein Olympiakos Syndesmos Filathlon Peiraios ausgegliedert.
Im Hauptverein sind über 18 erfolgreiche Sportabteilungen beheimatet. Europäische Titel wurden u. a. im Basketball, Volleyball und Wasserball gewonnen. Dieser Artikel beschäftigt sich mit der ‚Legende‘ (griechisch Θρύλος, Thrylos): dem Fußballklub von Olympiakos.
Der Fußballverein Olympiakos S. F. P. ist der erfolgreichste Verein in Griechenland. Der Klub ist 48-maliger Griechischer Meister, 29-facher griechischer Pokalsieger, holte insgesamt 19 Mal das Double, gewann dreimal den Supercup und einmal den Balkanpokal. In der Saison 2023/24 gewann das Team mit der UEFA Conference League seinen ersten internationalen Titel. Olympiakos ist Gründungsmitglied der European Club Association.

## Geschichte

### Die frühen Jahre (1925 bis 1949)

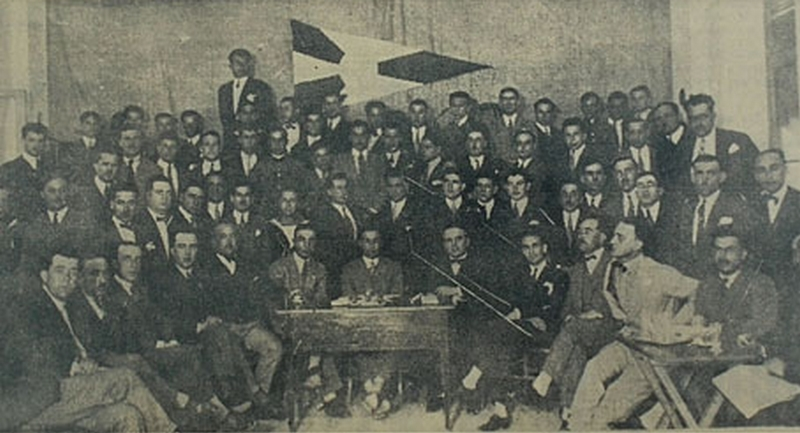
Die Gründungsväter

Olympiakos Piräus wurde am 10. März 1925 gegründet. Die Mitglieder der Vereine „Piräus Sport- und Fußballverein“ und „Fußball Fan Club von Piräus“ sprachen sich 1925 auf einer Versammlung für die Auflösung beider Vereine und die Gründung eines neuen Klubs aus. Die Gründungsmitglieder Notis Kamperos und Michalis Manouskos waren die Namensgeber. Notis Kamperos schlug den Namen Olympiakos vor, Michalis Manouskos, der erste Präsident von Olympiakos Piräus, vervollständigte ihn: Olympiakos Syndesmos Filathlon Peiraios, O.S.F.P.
Das erste offizielle Spiel seiner Geschichte bestritt Olympiakos Piräus auf einem Radrennbahngelände (dem späteren Karaiskakis-Stadion) am 30. April 1925 gegen die Besatzung des französischen Kriegsschiffes „Jeanne d'Arc“. Olympiakos gewann mit 6:0. Dass Besatzungen fremder – vorzugsweise englischer – Schiffe, die in Piräus vor Anker lagen, als Gegner herhalten mussten, war zu der Zeit nicht ungewöhnlich.

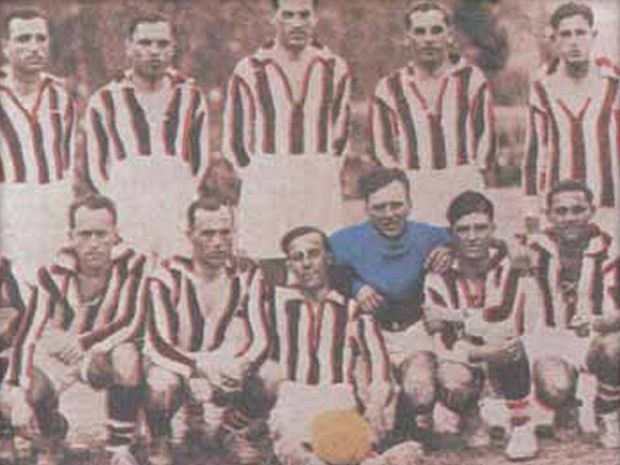
Mannschaftsaufnahme 1927–1929

Das Karaiskakis-Stadion war damals ein Ascheplatz. Die rot-weißen Trikots und die Schuhe wurden den Spielern leihweise ausgehändigt. Die Arbeitskleidung musste im sauberen Zustand zurückgegeben werden. Trainiert wurde zweimal die Woche. Am Mittwoch spielte man auf zwei Tore. Am Freitag folgte ein Konditions- und Ausdauertraining; Sonntags folgte das Spiel der Woche. Giannis Andrianopoulos, der an einem englischen College studiert hatte, brachte das Spielsystem aus England mit. Damals spielte man ein „2-3-5“. Auf dem Platz standen neben dem Torwart zwei Abwehrspieler, drei Mittelfeldspieler und fünf Stürmer.
Gehörten die Vorstandsmitglieder von Olympiakos Piräus noch der Oberschicht an, so waren die aktiven Fußballer regelmäßig Arbeiter, die ihre wenige Freizeit dem Fußball widmeten. Eine Bezahlung erhielten sie dafür nicht. Öffentliche Anerkennung und gelegentliche Anstellungen bei den Vereinsoberen waren die einzigen Vergütungen. Für die Anhänger waren sie jedoch schon bald die „Sonntagshelden“.
Dem ersten offiziellen Kader (September 1925) gehörten folgende Spieler an: Giannis, Giorgos, Dinos und Vassilis Andrianopoulos, Michalis „Lalis“ Lekkos, S. Vlassis, Nikos Panopoulos, Kostas Klidouchakis, Charalambos Pezonis, G. Alekakis, V. Vassiliou, Panagiotis Koroneos, Kostas Terezakis, S. Papatheocharis, E. Georgiadis, V. Prineas, G. Karamouzis, S. Pavlakis, I. Marinos, G. Passas, E. Moraitis, L. Vassiliou und K. Dardanos.
In der Zeit vom 28. März 1926 bis 10. Februar 1929 blieb man gegen griechische Teams ungeschlagen (30 Siege, sechs Unentschieden, 129:42 Tore). Der erste Rekord in der noch jungen Vereinsgeschichte.

#### Die ersten Titel
Die erste griechische Fußballmeisterschaft wurde in der Saison 1927/28 ohne Olympiakos Piräus ausgetragen. Der Grund waren Differenzen mit dem griechischen Fußballverband (EPO). Nach einem dritten (und letzten) Platz in der Saison 1929/30 konnte die Mannschaft aus Piräus in der darauf folgenden Saison (1930/31) ihren ersten Meistertitel feiern. Mitverantwortlich für den Erfolg: die Gebrüder Andrianopoulos. Die fünf Söhne des Mitbegründers Andreas Andrianopoulos, John, Dinos, George, Bill und Leonidas spielten nicht nur im gleichen Team, sondern stellten zur damaligen Zeit den kompletten Mannschaftssturm. Es sollte ein sehr erfolgreiches Jahrzehnt werden. Bis 1940 gewann Olympiakos in elf Spielzeiten sechs Meistertitel. In der Saison 1946/47 holte Olympiakos Piräus zum ersten Mal den griechischen Pokal und schaffte somit das erste Double der Vereinsgeschichte.

### Das goldene Jahrzehnt (1950 bis 1960)
Sieben Meisterschaften und sieben Pokalsiege verhalfen Olympiakos Piräus in den 1950er-Jahren zu mehr nationaler Popularität. Die legendäre Mannschaft der 1950er Jahre, mit Schlüsselspielern wie Andreas Mouratis, Ilias Rossidis, Thanassis Bebis, Elias Yfantis, Kostas Polychroniou, Giorgos Darivas und Savas Theodoridis holte in den Jahren 1954 bis 1959 sechs Meistertitel, drei Pokalsiege (1957 bis 1959) und schaffte damit dreimal in Folge das Double. Olympiakos Piräus erhielt zu dieser Zeit den Spitznamen „Legende“ (griechisch Θρύλος, Thrylos) – der sich bis heute hält.
Olympiakos Piräus war die erste griechische Fußballmannschaft, die an einem europäischen Wettbewerb teilnahm. 1959 qualifizierte man sich für den Europapokal der Landesmeister. Der Erstrundengegner lautete Beşiktaş Istanbul. Aus politischen Gründen entschied man sich damals, nicht in die Türkei zu reisen. Der Antrag Olympiakos Piräus', das Spiel nach Jugoslawien zu verlegen, wurde von der UEFA abgelehnt, weshalb das Team in der Folge disqualifiziert wurde.
Das Debüt feierte man schließlich ein Jahr darauf gegen den AC Mailand. Im Hinspiel in Piräus trennte man sich noch 2:2 unentschieden. Das Rückspiel gewann der italienische Klub mit 3:1.

### Die 1960er
In der Saison 1959/60 wurde die erste griechische Liga, die Alpha Ethniki, gegründet. Olympiakos Piräus startete denkbar schlecht in den neuen Wettbewerb. Sechs Jahre in Folge mussten sich die Rotweißen mit zweiten und dritten Plätzen zufriedengeben. Erst in der Saison 1965/66 gelang es Olympiakos Piräus, den ersten Meistertitel im neu geschaffenen Wettbewerb zu erringen. Hauptverantwortlich für den Erfolg war der damalige ungarische Trainer Márton Bukovi, der als Erfinder des 4-2-4-Systems gilt. Seine moderne Spielweise bescherte dem Klub 23 Siege und vier Unentschieden in 30 Spielen. Der letzte Spieltag ging in die Geschichte ein. 15.000 Piräus-Anhänger reisten nach Trikala, um dem Auswärtsspiel gegen den heimischen AO Trikala beizuwohnen. Ein solch großer Zuspruch stellte angesichts der damals dürftigen Infrastruktur, eine große Herausforderung dar. Die Fans kampierten auf Straßen und Feldern, um am 12. Juni 1966 den ersten Titelgewinn nach sieben Jahren feiern zu können. Mit Bukovi holte man in der darauf folgenden Spielzeit (1966/67) den zweiten Meistertitel. Olympiakos gewann in den 1960er Jahren fünfmal den griechischen Pokal.
1961 sorgte Olympiakos Piräus mit einem Sieg gegen den FC Santos für Aufsehen. Die Elf um den Weltstar Pelé befand sich auf großer Europa-Tournee. Der bis dahin ungeschlagene FC Santos verlor nach Siegen gegen AEK Athen (3:0) und Panathinaikos (3:2) gegen Olympiakos Piräus mit 1:2. Im Jahr darauf gelang Olympiakos Piräus ein weiterer Achtungserfolg; diesmal gegen den FC Barcelona. Die Spanier bezwangen zuvor AEK Athen mit 5:2 und Panathinaikos mit 2:0. Gegen Olympiakos verloren sie mit 0:1. Die Rot-Weißen bestätigten in der Folge ihre gute Form und gewannen in der Spielzeit 1962/63 den Balkanpokal.

### Die Ära Goulandris (1972 bis 1976)
| Olympiakos Piräus in der Alpha Ethniki |       |        |        |
| Saison                                 | Platz | Punkte | Tore   |
| 1969/70                                | 03    | 84     | 52:21  |
| 1970/71                                | 07    | 71     | 44:24  |
| 1971/72                                | 02    | 83     | 61:33  |
| 1972/73                                | 01    | 94     | 72:13  |
| 1973/74                                | 01    | 59     | 102:14 |
| 1974/75                                | 01    | 57     | 65:21  |
| 1975/76                                | 03    | 41     | 48:28  |
| 1976/77                                | 02    | 52     | 70:27  |
| 1977/78                                | 04    | 44     | 46:20  |
| 1978/79                                | 02    | 56     | 63:27  |

Das nächste ruhmvolle nationale Kapitel der Vereinsgeschichte sollte erst 1972 beginnen, als Nikos Goulandris Präsident wurde. Er ernannte Lakis Petropoulos zum Trainer und nahm Starspieler Giorgos Delikaris, Yves Triantafilos, Julio Losada, Milton Viera und Dimitris Persidis unter Vertrag. Unter Goulandris holte Olympiakos 1973 bis 1975 drei Meistertitel und gewann zweimal den griechischen Pokal. Bemerkenswert: Olympiakos holte in der Saison 1973/74 59 Punkte und erzielte 102 Tore – ein bis heute ungebrochener Rekord.
Als Goulandris 1976 seine Präsidentschaft beendete, folgte eine sportliche Talfahrt. Erst Anfang der 1980er Jahre strebte der Rekordmeister mit vier Titeln in Folge (1979–1983) zurück an die Spitze des griechischen Fußballs. Die Schlüsselspieler in jener Zeit waren: Stürmer Nikolaos Anastopoulos, Mittelfeldspieler Anastasios Mitropoulos und Torwart Nikolaos Sarganis.

### Gate 7 – Die Tragödie (8. Februar 1981)

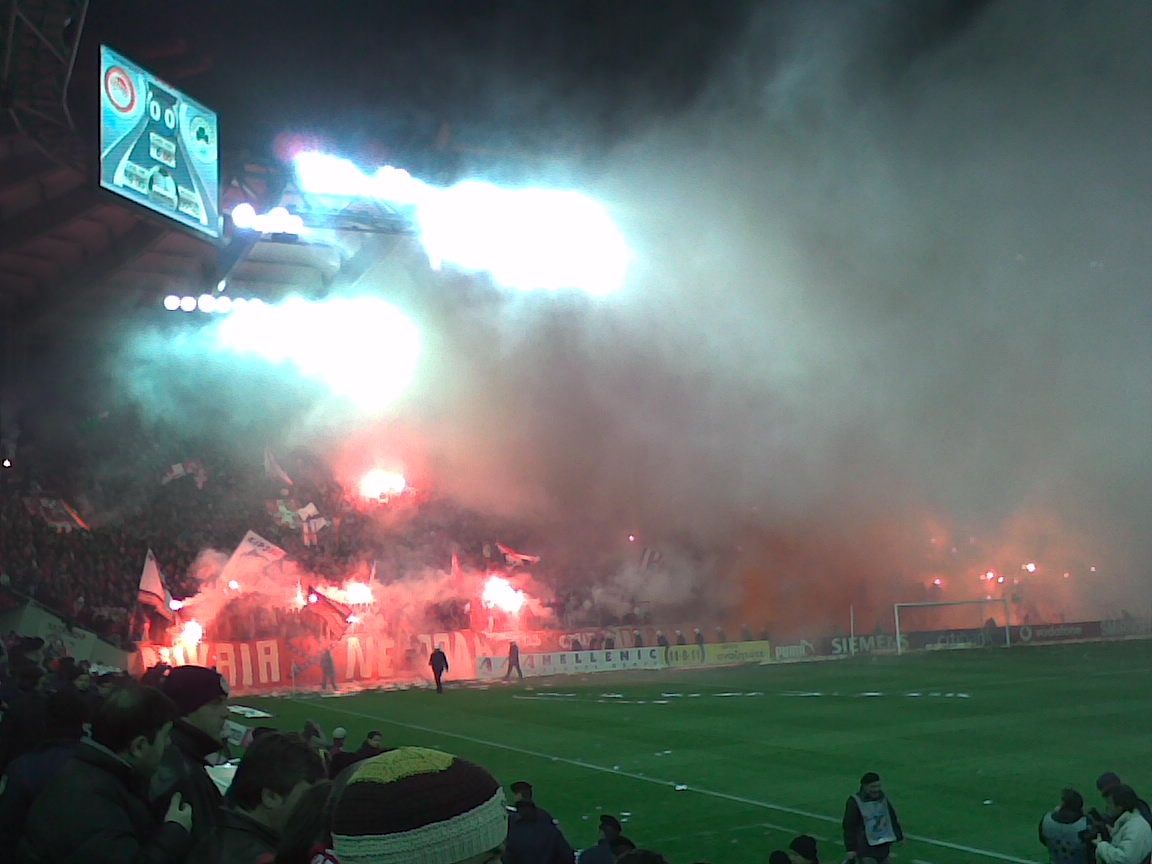
Gate 7
Olympiakos vs. Panathinaikos

Der 8. Februar 1981 ging als tragischer Tag in die Geschichte von Olympiakos Piräus und des griechischen Sports ein. Bei einem Meisterschaftsspiel gegen AEK Athen, das die Rot-Weißen mit 6:0 für sich entschieden, starben 21 Menschen beim Versuch, das Stadion frühzeitig zu verlassen. Ein verschlossenes Tribünentor (Nr. 7) wurde 20 Olympiakos-Anhängern und einem AEK-Fan zum Verhängnis. Sie stürzten und wurden von den stürmenden Massen überrannt und totgetrampelt. Am Ende des Tages beklagte man 21 Tote und 32 Verletzte.
Mit einer feierlichen Zeremonie gedenken Fans und Verein jedes Jahr der Toten. Zu ihrem Gedenken verfügt das neue Karaiskakis-Stadion über 21 schwarze Sitze. Teile der Stufen und das schicksalsvolle Gatter befinden sich im Vereinsmuseum.
Seit diesem Tag gibt es den unter Olympiakos-Anhänger bekannten Ausspruch: Brüder, Ihr lebt, Ihr führt uns! (griechisch Αδέρφια ζείτε εσείς μας οδηγείτε!).
Die 21 Opfer:
| Panagiotis Toumanidis (14 Jahre) | Nikos Filos (19 Jahre)           | Kostas Karanikolas (26 Jahre)      |
| Kostas Sklavounis (16 Jahre)     | Ioannis Dialinas (20 Jahre)      | Michalis Markou (27 Jahre)         |
| Ilias Panagoulis (17 Jahre)      | Vassilis Machas (20 Jahre)       | Kostas Bilas (28 Jahre)            |
| Gerasimos Amitsis (18 Jahre)     | Efstratios Poupos (20 Jahre)     | Anastasios Pitsolis (30 Jahre)     |
| Ioannis Kanellopoulos (18 Jahre) | Michalis Kostopoulos (21 Jahre)  | Antonis Kouroupakis (34 Jahre)     |
| Spiros Leonidakis (18 Jahre)     | Zografoula Heiratidou (23 Jahre) | Christos Chatzigeorgiou (34 Jahre) |
| Ioannis Spiliopoulos (19 Jahre)  | Spiros Andriotis (24 Jahre)      | Dimitrios Adamopoulos (40 Jahre)   |

### Die „steinernen Jahre“
| Olympiakos Piräus in der Alpha Ethniki |       |        |       |
| Saison                                 | Platz | Punkte | Tore  |
| 1979/80                                | 01    | 47     | 49:21 |
| 1980/81                                | 01    | 49     | 47:18 |
| 1981/82                                | 01    | 50     | 46:21 |
| 1982/83                                | 01    | 50     | 50:22 |
| 1983/84                                | 02    | 43     | 49:22 |
| 1984/85                                | 04    | 42     | 53:23 |
| 1985/86                                | 05    | 34     | 57:42 |
| 1986/87                                | 01    | 49     | 54:24 |
| 1987/88                                | 08    | 31     | 39:41 |
| 1988/89                                | 02    | 41     | 54:25 |

Olympiakos Piräus durchlebte seine schwerste Zeit in den späten 1980er Jahren. Der Verein wurde vom griechischen Unternehmer Georgios Koskotas übernommen. Er holte 1988 Lajos Détári für 16 Mio. DM nach Griechenland. Koskotas’ „windige“ Geschäftsaktivitäten wurden ihm jedoch schon bald zum Verhängnis. Er wurde am 23. November 1988 in den USA verhaftet und 1990 wegen Korruption rechtskräftig zu 25 Jahren Haft verurteilt. In Piräus hinterließ er einen Scherbenhaufen. Olympiakos war hoch verschuldet. In der Zeit 1988 bis 1996 holte Piräus nicht einen Titel. Man spricht auch von den „steinernen Jahren“ (griechisch : πέτρινα χρόνια). Der Klub spielte in der Saison 1987/88 während der ganzen Spielzeit gegen den Abstieg und errang schließlich den achten Tabellenplatz. Das war bis heute die schlechteste Platzierung in der Vereinsgeschichte.

### Nationale Dominanz (1997 bis 2009)
| Olympiakos Piräus in der Super League |       |        |       |
| Saison                                | Platz | Punkte | Tore  |
| 1996/97                               | 01    | 84     | 72:14 |
| 1997/98                               | 01    | 88     | 88:27 |
| 1998/99                               | 01    | 85     | 82:22 |
| 1999/00                               | 01    | 92     | 86:18 |
| 2000/01                               | 01    | 78     | 84:22 |
| 2001/02                               | 01    | 58     | 69:30 |
| 2002/03                               | 01    | 67     | 70:20 |
| 2003/04                               | 02    | 75     | 70:19 |
| 2004/05                               | 01    | 65     | 54:18 |
| 2005/06                               | 01    | 70     | 63:23 |
| 2006/07                               | 01    | 71     | 62:23 |
| 2007/08                               | 01    | 70     | 58:23 |
| 2008/09                               | 01    | 71     | 50:14 |

Die Situation verbesserte sich erst, als 1993 Sokrates Kokkalis neuer Präsident wurde. Er verständigte sich mit der griechischen Regierung auf einen Entschuldungsplan und begann anschließend mit dem systematischen Wiederaufbau der Mannschaft. Er nahm Erfolgstrainer Dušan Bajević unter Vertrag, der 1996 AEK Athen im Streit verlassen hatte. Gemeinsam holten sie im gleichen Jahr viele junge Talente nach Piräus. Unter ihnen Spieler wie: Predrag Đorđević, Grigoris Georgatos, Stelios Giannakopoulos, Georgios Anatolakis, Dimitrios Mavrogenidis, Alexandros Alexandris, Giorgos Amanatidis und Andreas Niniadis. Sie spielten in dieser Konstellation fünf Jahre zusammen und bildeten schon bald den Stamm von Olympiakos Piräus.
Olympiakos’ dominierende Ära begann. Es wurden international erfahrene Spieler an den Hafen von Piräus geholt. So u. a.: Zlatko Zahovič, Giovanni und Christian Karembeu. Auch dank ihnen gewann Olympiakos in den folgenden Jahren sieben Meisterschaften in Folge. Der eigene Rekord von sechs aufeinander folgenden Titeln (1954–1959) wurde gebrochen. Die beste Saison spielte der Klub 1998/99, als er erneut das Double holen konnte und der Einzug in das Viertelfinale der Champions League gelang – das beste Abschneiden einer ansonsten mäßigen europäischen Bilanz von Olympiakos Piräus. Dušan Bajević wechselte in der Saison 1999/00 zu PAOK Thessaloniki. Die folgenden Trainer hatten angesichts dieses Erfolges eine schwere Aufgabe vor sich. Sie wurden vom Präsidenten Kokkalis jeweils nach kurzer Amtszeit entlassen: In nur vier Jahren waren elf Trainer beschäftigt gewesen. Die bekanntesten unter ihnen waren Ioannis Matzourakis (ehemaliger Coach von Skoda Xanthi), Takis Lemonis, der Ende 2006 Skoda Xanthi verließ, um erneut Olympiakos zu trainieren und Trond Sollied zu ersetzen; sowie Oleh Protassow, Siniša Gogic und Nikos Alefantos.
In den Saisons 2001/02 und 2002/03 landete man jeweils punktgleich auf Platz 1. 2002 entschied der direkte Vergleich (3:2 und 4:3 gegen AEK Athen) die Meisterschaft; 2003 war die Tordifferenz aus den Spielen gegen Panathinaikos ausschlaggebend (2:3 und 3:0).
In der Saison 2003/04 wurde die Mannschaft nach sieben Meistertiteln in Folge Zweiter. In diesem einzigen Jahr waren schon drei Trainer entlassen worden. Für die Saison 2004/05 gewann man erneut Dusan Bajevic als Trainer und verstärkte sich mit dem FIFA-Weltfußballer des Jahres 1999 und dem damals amtierenden Weltmeister Rivaldo, den die eigenen Fans schon während der Meisterschaftsfeier 2003, also ein Jahr vor seiner Verpflichtung, vom Präsidenten forderten. Am Ende der Saison gingen Meisterschaft und griechischer Pokal wieder an den Hafen von Piräus. Dusan Bajevic musste dennoch vorzeitig gehen.
Für ihn wurde Trond Sollied verpflichtet. Auch wurde Michalis Konstantinou, Top-Stürmer des Erzrivalen Panathinaikos, ablösefrei unter Vertrag genommen. Olympiakos gelang es in dieser Saison (2005/06), alle vier Derbys gegen die großen Konkurrenten Panathinaikos und AEK Athen zu gewinnen, eine Leistung, die zuletzt in der Saison 1972/73 gelang. Auch im Pokalfinale hatte ein Lokalrivale das Nachsehen. Olympiakos bezwang AEK Athen mit 3:0 und holte somit das zweite Double in Folge. In der Saison brach man einen weiteren Rekord: Olympiakos gelangen in der Meisterschaft 16 Siege in Folge.
In der darauf folgenden Saison wurde die Mannschaft grundlegend verändert. Trond Sollied holte sieben neue Spieler nach Piräus. Der nationale Erfolg gab ihm Recht; das abermals schlechte Abschneiden im europäischen Wettbewerb führte schließlich zu seiner Entlassung. Er wurde Ende 2006 durch Takis Lemonis ersetzt, der am Ende der Saison mit den Rot-Weißen den 35. Meistertitel feierte.

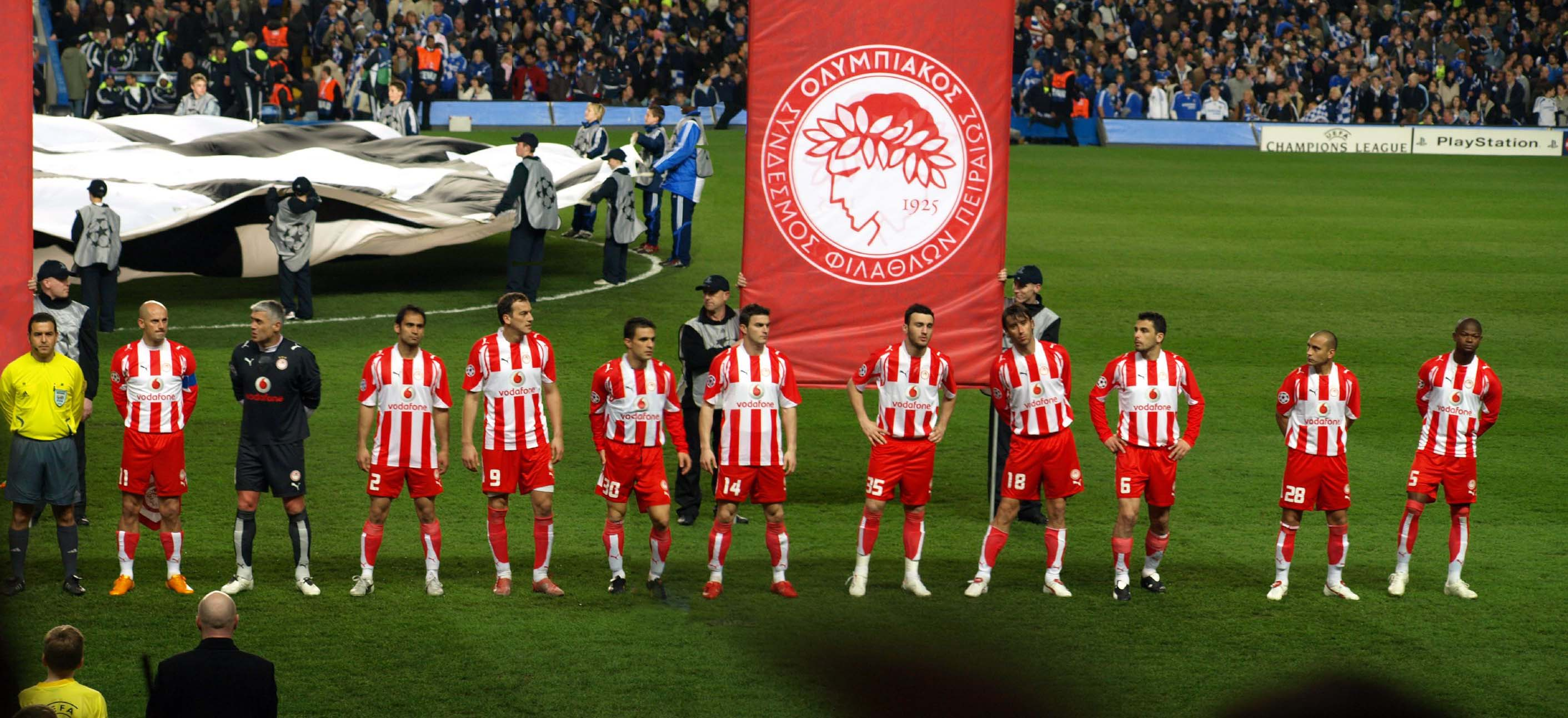
FC Chelsea vs. Olympiakos an der Stamford-Bridge (UEFA Championsleague 2007/08)

Im Sommer 2007 tätigte Olympiakos Piräus einige kostspielige – und wie sich später zeigte erfolgreiche – Transfers. So wurden u. a. die späteren Leistungsträger Darko Kovačević, Lua Lua, Fernando Belluschi und Luciano Galletti verpflichtet. Außerdem war man für das teuerste Transfergeschäft im griechischen Fußball verantwortlich. Man verkaufte Mittelfeld-Spieler und Stürmer Nery Castillo für die Rekordsumme von 20 Mio. Euro (27,5 Mio. US-Dollar) an den Ukrainischen Klub Schachtar Donezk. In der Champions League gelang Piräus, auch dank der ersten beiden Auswärtserfolge überhaupt (3:1 gegen Werder Bremen und 2:1 gegen Lazio Rom), erneut der Einzug in die 2. Runde. Das Aus folgte gegen den FC Chelsea (0:0 und 0:3). Das Team war nicht in der Lage, die guten Leistungen, die es in Europa zeigte, auch auf heimischem Terrain abzurufen. Als die Meisterschaft in Gefahr zu geraten schien, musste Takis Lemonis frühzeitig gehen. Er wurde durch Interimscoach Jose Segura ersetzt. Die Meisterschaft der Saison 2007/08 wurde letztendlich am „grünen Tisch“ entschieden. Im Laufe der Saison verlor Olympiakos Piräus das Auswärtsspiel bei Apollon Kalamarias mit 0:1; da Apollon aber einen nicht spielberechtigten Akteur einsetzte, wurde das Spiel nachträglich für Olympiakos gewertet. Das oberste Sportgericht, der Internationale Sportgerichtshof (CAS) in Lausanne, bestätigte die Entscheidung des griechischen Fußballverbands (EPO). Dank der am grünen Tisch zugesprochenen Punkte konnten die Fans von Olympiakos Piräus den 36. Meistertitel der Vereinsgeschichte feiern und später noch den 23. Pokalsieg (und damit das 13. Double) bejubeln. AEK Athen beendete die Saison auf Platz zwei.
Olympiakos Piräus startete denkbar schlecht in die Saison 2008/09. Mit neuem Trainer, Ernesto Valverde (1-Jahres-Vertrag mit einem Gehalt von 2 Mio. Euro), verpasste man gegen den zypriotischen Vertreter Anorthosis Famagusta überraschend den Einzug in die Gruppenphase der UEFA Champions League. Der Einzug in die Gruppenphase des UEFA-Pokals gelang hingegen problemlos (2:0 und 5:0 gegen den FC Nordsjælland). Im zweiten Gruppenspiel gelang Piräus ein Kantersieg (5:1) gegen Benfica Lissabon. Ein 4:0 gegen Hertha BSC vor heimischer Kulisse sicherte den Rotweißen den Einzug in die nächste Runde. Gegen den französischen Vertreter AS Saint-Étienne folgte jedoch das jähe Aus. Olympiakos verlor in der Runde der letzten 32 seine Spiele mit 1:3 und 1:2. Zum nationalen Abschneiden: nach nur 27 Spieltagen fuhr der Klub aus Piräus den 37. Meistertitel ein. Damit hat Olympiakos Piräus mehr Meisterschaften als alle anderen griechischen Teams zusammen gewonnen. Auch der griechische Pokal ging – zum 24. Mal – an Olympiakos Piräus. In einem dramatischen Endspiel gegen AEK Athen (19:18 n. E.) schafften die Rotweißen das 14. Double der Vereinsgeschichte. Mitverantwortlich für den Erfolg waren neben den bisherigen Leistungsträgern auch die Neuzugänge. Allen voran der 21-jährige Diogo, der für 9 Mio. Euro (70 % der Spielerrechte) vom brasilianischen Verein Portuguesa nach Piräus wechselte – ein herausragendes Stürmertalent, das im Visier vieler europäischer Spitzenklubs stand. In der abgelaufenen Saison stellte der Verein nicht nur den besten Scorer und Torschützen, sondern auch den Spieler des Jahres: Luciano Galletti.

### Jüngste Geschichte (seit 2009)
Saison 2009/10
| Olympiakos Piräus in der Super League |       |        |       |
| Saison                                | Platz | Punkte | Tore  |
| 2009/10                               | 02    | 64     | 47:18 |
| 2010/11                               | 01    | 73     | 65:18 |
| 2011/12                               | 01    | 73     | 70:17 |
| 2012/13                               | 01    | 77     | 64:16 |
| 2013/14                               | 01    | 86     | 88:19 |
| 2014/15                               | 01    | 78     | 79:23 |
| 2015/16                               | 01    | 85     | 81:16 |
| 2016/17                               | 01    | 67     | 57:16 |
| 2017/18                               | 03    | 57     | 63:28 |
| 2018/19                               | 02    | 75     | 71:17 |
| 2019/20                               | 01    | 66     | 53:9  |
| 2020/21                               | 01    | 90     | 82:19 |
| 2021/22                               | 01    | 65     | 47:14 |
| 2022/23                               | 03    | 56     | 53:14 |

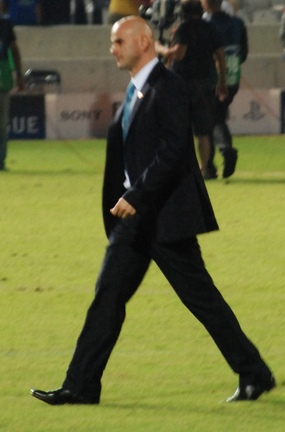
Temur Kezbaia

Neu-Trainer Ernesto Valverde verließ den Verein, nachdem Führung und Trainer sich nicht auf eine Vertragsverlängerung einigen konnten. Ihm folgte Temur Kezbaia. Der georgische Trainer und ehemalige Spieler von AEK Athen wechselte von Anorthosis Famagusta an den Hafen von Piräus. Dieser Wechsel war im Fanlager nicht unumstritten. Olympiakos Piräus war erst seine zweite Trainerstation und Kezbaia hatte zuvor mit seinem Team aus Famagusta für das vorzeitige Aus von Olympiakos Piräus in der Champions-League-Qualifikation (2008/09) gesorgt. Temur Kezbaia unterschrieb einen Drei-Jahres-Vertrag beim griechischen Rekordmeister.
Verzichten mussten die Rot-Weißen auf Christos Patsatzoglou und Fernando Belluschi, die den Verein verließen. Außerdem beendeten der Kapitän und elfmalige griechische Meister Predrag Đorđević sowie sein Stürmerkollege Darko Kovačević ihre Karrieren.
Olympiakos Piräus qualifizierte sich gegen den slowakischen Vertreter ŠK Slovan Bratislava und den moldawischen Meister Sheriff Tiraspol für die Gruppenphase der UEFA Champions League. Im griechischen Pokalwettbewerb schied der Vorjahressieger diesmal jedoch bereits in der ersten Runde gegen Panserraikos aus. In der Meisterschaft spielte man – verglichen zu den Vorjahren – eher glanzlos. Es gelang dem Team nicht, sich vom Erzrivalen Panathinaikos abzusetzen. Am 15. September 2009 trennte man sich „einvernehmlich“ von Trainer Kezbaia. Die Unzufriedenheit der Fans mit der destruktiven Spielweise sowie Unstimmigkeiten zwischen Spielern und Trainer gaben offensichtlich den Ausschlag. Am selben Tag unterzeichnete der ehemalige brasilianische Nationalspieler Zico einen Zweijahresvertrag beim Rekordmeister. Anfang Januar musste jedoch auch er den Verein verlassen. Der Rückstand auf Panathinaikos betrug zu diesem Zeitpunkt bereits sieben Punkte. Man warf dem Trainer mangelndes Engagement und Misserfolg vor. Die sportliche Leitung übernahm fortan Interimstrainer Bozidar Bandovic. In der Champions League qualifizierte sich Olympiakos Piräus als Zweitplatzierter (hinter dem FC Arsenal) erneut für das Achtelfinale. Dort scheiterte der griechische Meister an Girondins Bordeaux. Auch im Kampf um die Meisterschaft musste man sich Panathinaikos Athen geschlagen geben. Der zweite Titelverlust in vierzehn Jahren. Als Zweitplatzierter ging man als Favorit in die heimischen Playoffs. Olympiakos enttäuschte auf ganzer Linie. Mit nur einem Sieg verpasste man die Qualifikationsrunde zur UEFA Champions League. Olympiakos Piräus durfte in der Folgesaison lediglich um den Einzug in die UEFA Europa League spielen.
Saison 2010/11

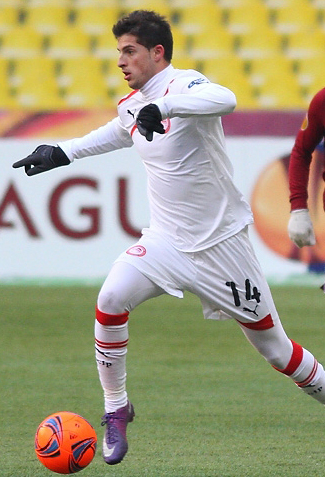
Kevin Mirallas

Mit Ewald Lienen, der von seinem Verein TSV 1860 München die kurzfristige Freigabe erhielt, startete man in die Saison 2010/11. Die Zusammenarbeit währte nicht lang. Schon nach dem Ausscheiden in der Qualifikation zur UEFA Europa League 2010/11 gegen Maccabi Tel Aviv entließ Piräus den deutschen Trainer wieder.
Der überaus erfolgreiche, aber zwischenzeitlich amtsmüde wirkende Präsident, Sokrates Kokkalis, trat nach über 17 Jahren ab. Die Anteilsmehrheit übernahm Evangelos Marinakis, griechischer Unternehmer, der fortan die Geschicke des Vereins leiten sollte. Seine erste Amtshandlung: Er verpflichtete Ernesto Valverde, der bereits 2008/09 die Rot-Weißen trainiert und mit ihnen das Double geholt hatte. Auch spielerisch verstärkte man sich. Es wurden u. a. Albert Riera vom FC Liverpool, Dennis Rommedahl, Kevin Mirallas, Ariel Ibagaza, Marko Pantelić und David Fuster von Villarreal verpflichtet. In der Winterpause verpflichtete man zudem den Algerier Rafik Djebbour (AEK Athen), der mit seinen Toren noch maßgeblich zum Gewinn der Meisterschaft beitragen konnte. Torgefährlichster Spieler war mit 14 Toren der 23-jährige Belgier Kevin Mirallas.
Drei Spieltage vor Ende der regulären Saison durfte Olympiakos Piräus, nach einem 6:0 gegen AEK Athen, den 38. Meistertitel feiern. Europameister Antonios Nikopolidis beendete im Alter von 40 Jahren seine Karriere und hängte die Torwarthandschuhe endgültig an den Nagel.
Saison 2011/12
Als griechischer Meister qualifizierte sich Olympiakos Piräus für die UEFA Champions League. Dort trafen sie in Gruppe F auf den deutschen Meister Borussia Dortmund, den FC Arsenal und Olympique Marseille. Olympiakos Piräus belegte hinter dem FC Arsenal und Olympique Marseille mit neun Punkten den dritten Tabellenplatz und qualifizierte sich somit für das Sechzehntelfinale der UEFA Europa League. Dort schalteten die Rotweißen den russischen Vertreter Rubin Kasan aus (1:0 und 1:0). Im Achtelfinale schied Olympiakos Piräus gegen den ukrainischen Klub Metalist Charkiw aus. Nach einem 1:0-Auswärtssieg der Rotweißen verloren sie im Rückspiel nach einer 1:0-Führung noch 1:2.
Olympiakos Piräus verstärkte sich zu Saisonbeginn u. a. mit Ljubomir Fejsa, einem talentierten Mittelfeldakteur von Partizan Belgrad, Franco Costanzo, der vom FC Basel kam und Antonios Nikopolidis im Tor ablöste, und dem offensiven Mittelfeldspieler Francisco Yeste, der vom Emirat-Klub Al-Wasl nach Piräus wechselte. Die wohl bedeutendste Neuverpflichtung hörte auf den Namen Jean Makoun. Der Kameruner wechselte für ein Jahr (mit Kaufoption) von Aston Villa nach Piräus und verstärkte das defensive Mittelfeld. Am 31. August 2011 wurden zwei weitere Mittelfeldspieler vorgestellt: Pablo Orbaiz von Athletic Bilbao und Djamel Abdoun vom AO Kavala.
Im Winter wurde Roy Carroll, der Stammtorhüter von OFI Kreta, verpflichtet. Der Vertrag mit dem argentinischen Keeper Franco Costanzo wurde nach nur einem halben Jahr aufgelöst. Für das Offensivspiel wurde Colin Kâzım-Richards von Galatasaray Istanbul verpflichtet. Der ausgeliehene brasilianische Stürmer Diogo kehrte ebenfalls nach Piräus zurück.
Olympiakos Piräus wurde am Saisonende zum 39. Mal griechischer Meister und holte mit dem 25sten Pokalsieg das 15. Double seiner Vereinsgeschichte. Erfolgstrainer Ernesto Valverde verließ auf eigenen Wunsch den Klub zum Saisonende. Sein Nachfolger war Leonardo Jardim, der von Sporting Braga nach Piräus wechselte. Jardim unterschrieb einen Zweijahresvertrag beim griechischen Rekordmeister.
Saison 2012/13 – Der 4. Stern
Saison 2012/13 stand unter dem Motto: „Gemeinsam zum vierten Stern“ (griechisch Ολοι μαζί για το τέταρτο αστέρι). Damit war der Gewinn der 40. Meisterschaft und damit der vierte Stern auf dem Trikot gemeint (ein Stern je zehn Meisterschaftstitel). In der Champions League traf Olympiakos Piräus in der Gruppe B mal wieder auf den FC Arsenal, den FC Schalke 04 und den französischen Meister HSC Montpellier.
Spielerisch verstärkte man sich u. a. mit dem portugiesischen Nationalspieler Paulo Machado. Verzichten musste man hingegen auf die Dienste von Kevin Mirallas. Der erfolgreiche Stürmer unterschrieb einen Vierjahresvertrag beim FC Everton. Die Ablöse betrug sechs Millionen Pfund.
Trotz guter Leistungen und neun Punkten verpasste Olympiakos Piräus den Sprung ins Achtelfinale der UEFA Champions League. Als Gruppendritter qualifizierte man sich für das Sechzehntelfinale der Europa League. Gegner war der spanische Vertreter aus Valencia, der UD Levante. Trainer Leonardo Jardim wurde am 19. Januar 2013, trotz eines Zehnpunktevorsprungs in der griechischen Meisterschaft und einer Saisonbilanz von 14 Siegen und drei Unentschieden, überraschend entlassen. Als Grund wurde die von vielen Fans bemängelte unattraktive Spielweise angeführt. Jardim wurde durch den Spanier José Miguel González, Spielername Míchel, ersetzt. Dieser trainierte zuletzt noch den FC Sevilla.
Das Sechzehntelfinale der Europa League verlor Olympiakos Piräus deutlich mit 0:3 und 0:1. Mit nur einer Niederlage (24 Siege und fünf Unentschieden), 77 Punkten und 64:16 Toren holte Olympiakos Piräus den 40. Meisterschaftstitel seiner Vereinsgeschichte.
Saison 2013/14 – Das Rekordjahr
Trotz vierten Sterns und Doublegewinns kritisierten viele Fans die unattraktive Spielweise. Schon vor Saisonende hieß es aus dem Vorstand, im Sommer werde man die Fehler korrigieren. Aus diesem Grund musste der technische Direktor und Berater des Vereins, Darko Kovačević, seinen Platz räumen. Seinen Posten übernahm der ehemalige südafrikanische Fußballspieler Pierre Issa. Zusätzlich wurde der Fußball-Weltmeister von 1998, Christian Karembeu, als strategischer Berater in den Vorstand des Vereins berufen. Zu den Veränderungen auf organisatorischer Ebene kamen auch große Veränderungen im Kader hinzu. Insgesamt wurden 18 Spieler verpflichtet, darunter viele Stammspieler. Unter anderem wechselte der weltbekannte Stürmer Javier Saviola zum griechischen Rekordmeister. Trainer Míchel, der den Verein im Januar 2013 übernommen hatte, wusste um die Stärken und Schwächen der Mannschaft. Die späten Verpflichtungen von Delvin N’Dinga und Sambou Yatabaré, beide kamen erst kurz vor Ende der Transferperiode, sorgten für Unmut im Lager der Rotweißen. Schließlich war lange bekannt, dass sich der Verein im defensiven Mittelfeld verstärken musste. Für griechische Verhältnisse hohe Ablösen erzielte Olympiakos Piräus mit den Transfers von Ioannis Fetfatzidis und Ljubomir Fejsa, die den Verein in Richtung Italien bzw. Portugal verließen.
Olympiakos Piräus führte zum Ende der Hinrunde ungeschlagen die Tabelle der ersten griechischen Liga an. Der Abstand zum Zweitplatzierten betrug zehn Punkte: Rekord nach einer Hinrunde. Am 30. Januar 2014 verkaufte Olympiakos Piräus seinen Stürmer Konstantinos Mitroglou. Er wechselte für geschätzte 15 Millionen Euro in die Premier League zum FC Fulham, wo er einen Viereinhalbjahresvertrag unterschrieb. Mitroglou trug mit seinen Toren in Super- und Champions-League maßgeblich zum Saison-Erfolg der Rotweißen bei.
Dem Team gelang mit 24 Siegen und zwei Unentschieden der beste Saisonstart aller Zeiten. Auswärts blieben die Rot-Weißen in 34 Spielen in Folge ungeschlagen. Damit wurde der eigene Rekord von 1974 (29. Spiele in Folge ohne Niederlage) gebrochen. In der UEFA Champions League qualifizierte sich der griechische Meister mit zehn Punkten für das Achtelfinale. Olympiakos Piräus setzte sich als Gruppenzweiter gegen Benfica Lissabon und den RSC Anderlecht durch. Im Achtelfinale trafen die Griechen auf den englischen Traditionsverein Manchester United. Zwar gewann Olympiakos das Hinspiel vor heimischer Kulisse durch die Tore von Alejandro Damián Domínguez und Joel Campbell mit 2:0, verlor jedoch das Rückspiel im Old Trafford mit 0:3 und schied aus. Am 15. März 2014 sicherten sich die Rotweißen am 29. Spieltag vorzeitig den 41. Meisterschaftstitel der Vereinsgeschichte.
Saison 2014/15 – Der große Umbau
Nach der Rekordsaison 2013/2014 und guten Leistungen bei der WM 2014 in Brasilien, wurden viele Spieler von Olympiakos Piräus von internationalen Vereinen umworben. So wechselten im Sommer 2014 u. a. Kostas Manolas für 13 Mio. Euro zum AS Rom, Andreas Samaris für 10 Mio. Euro zu Benfica Lissabon oder auch José Holebas ebenfalls zum AS Rom. Weitere Abgänge führten dazu, dass abermals fast der gesamte Kader umgebaut wurde. Ersetzt wurden die Leistungsträger z. B. durch den Schweizer Pajtim Kasami vom FC Fulham, Alberto Botía vom FC Sevilla, Ibrahim Afellay vom FC Barcelona und dem Wiederkehrer Konstantinos Mitroglou vom FC Fulham. Trotz der vielen Abgänge gelang es Trainer Míchel in kürzester Zeit, das neuformierte Team auf die Champions League und die griechische Meisterschaft vorzubereiten. So gelangen in der Gruppenphase u. a. zwei achtbare Heimsiege gegen den spanischen Meister und Champions-League-Finalisten Atlético Madrid und den italienischen Meister und späteren Finalisten Juventus Turin. Am Ende erreichte man mit neun Punkten als bester Gruppendritter der Champions League 2014/15 die UEFA Europa League. Am 6. Januar 2015 gaben Míchel und Olympiakos Piräus dennoch die vorzeitige Vertragsauflösung bekannt. Die vermeintlichen Gründe: ein zweiter Tabellenplatz zur Winterpause, ein Punkt Rückstand auf den Tabellenführer, die nicht konstant guten spielerischen Leistungen und das schlechte Verhältnis zu einigen Teilen der Mannschaft. Als neuer Trainer wurde der Portugiese Vítor Pereira verpflichtet, der zuletzt den saudischen Klub al-Ahli trainierte. Im Februar 2015 schied man gegen den ukrainischen Klub Dnipro Dnipropetrovsk im Sechzehntelfinale der UEFA Europa League aus. Nach 31 Spieltagen wurde man zum 42. Mal Griechischer Meister. Im Pokalfinale gewann Olympiakos 3:1 gegen Skoda Xanthi. Somit war das 17. Double der Vereinsgeschichte perfekt.
Saison 2015/16
Mit Vítor Pereira war man in Piräus trotz des Doublegewinns nicht zufrieden. In der Sommerpause nahm man ihm schließlich Gespräche mit Celtic Glasgow übel. Der Vertrag wurde aufgelöst. Pereira übernahm den Trainerposten bei Fenerbahçe Istanbul. Seinen Platz in Piräus nahm ein anderer Portugiese ein: Marco Silva. Der 38-Jährige kam von Sporting Lissabon. Dort wurde er vier Tage nach dem Gewinn des Portugiesischen Fußballpokals entlassen. Der vermeintliche Grund: Silva soll bei einem offiziellen Spiel das formelle Klub-Outfit nicht getragen haben. Piräus trennte sich zudem vom technischen Direktor Pierre Issa. Seinen Posten übernahm der ehemalige Spieler und Jugendtrainer Grigoris Georgatos. Spielerisch verstärkte man sich u. a. mit dem Argentinier Esteban Cambiasso, der von Leicester City kam, dem Isländer Alfreð Finnbogason, der zuvor für Real Sociedad gespielt hatte und dem Nigerianer Ideye Brown, der vom englischen Erstligisten West Bromwich Albion an den Hafen von Piräus wechselte. In der UEFA Champions League traf der griechische Rekordmeister auf den FC Bayern München, den FC Arsenal und Dinamo Zagreb. Trotz zweier Auswärtssiege in London und Zagreb, konnte sich Olympiakos Piräus nicht für das Champions-League-Achtelfinale qualifizieren. Mit neun Punkten wurde man Gruppendritter und traf im Sechzehntelfinale der UEFA Europa League auf den RSC Anderlecht. Piräus verlor das Hinspiel in Belgien mit 0:1. Im Rückspiel mussten sich die Rotweißen mit 1:2 n. V. geschlagen geben. Sechs Spieltage vor dem Ende der Saison stand man rechnerisch als griechischer Meister fest. Das Pokalfinale, dessen Austragung mehrmals verschoben werden musste, verlor man gegen AEK Athen mit 1:2.
Saison 2016/17
Auch Marco Silva musste seinen Trainerposten räumen. Er blieb bis Jänner 2017 vereinslos, ehe er den englischen Verein Hull City übernahm. Ihn ersetzte Víctor Sanchez, der von Deportivo La Coruña gekommen war. Für Sanchez war es der erste Trainerposten außerhalb Spaniens, er war außerdem schon in der Saison 2013/14 als Co-Trainer bei Olympiakos tätig. Nachdem man gegen den israelischen Vertreter Hapoel Beer Sheva die Qualifikation zur Champions League knapp nicht schaffte (0:0 h; 0:1 a), wurde Sanchez entlassen. Für ihn wurde Paulo Bento engagiert, mit ihm konnte man sich gegen den portugiesischen FC Arouca zumindest für die Europa League (1:0 a; 2:1 h) qualifizieren. Gegen APOEL Nikosia, Young Boys und FK Astana erreichte Olympiakos in Gruppe B den zweiten Platz. YB hatte genauso wie die Griechen acht Punkte, aber Olympiakos wurde aufgrund des direkten Vergleichs (1:0 a; 1:1 h) vorangestellt. Der Rekordmeister legte von Oktober 2016 bis Februar 2017 eine beeindruckende Leistung hin und verlor wettbewerbsübergreifend von 28 Spielen nur eines. Auf nationaler Ebene war man damit 17 Ligaspiele in Folge ungeschlagen. Rechnet man auch die Cup-Spiele hinzu war Olympiakos sogar 23 Spiele in Folge ungeschlagen.
Nichtsdestotrotz blieb der Rekordmeister auf internationalem Niveau weiterhin nicht überzeugend genug. Zweimal musste man in der K.O.-Runde gegen türkische Vereine antreten. Nachdem man Ankaraspor im Sechzehntelfinale noch schlug (0:0 h; 3:0 a), setzte es das Aus im Achtelfinale gegen Beşiktaş Istanbul (1:1 h; 1:4 h). Im Februar und März verlor Olympiakos relativ viele Ligaspiele, insbesondere die wichtigen gegen die großen Rivalen. Der Meistertitel schien infolgedessen immer mehr in Gefahr zu geraten. So wurde Bento nach einer 0:2-Niederlage gegen den engsten Verfolger PAOK Saloniki von Vasilis Vouzas abgelöst. Aber auch er konnte beim Verein nicht überzeugen und wurde nach einer 1:0-Niederlage im Derby gegen Panathinaikos entlassen. Erst mit Takis Lemonis beruhigte sich die Situation ein wenig. Zum Ende hin gewann Olympiakos vier der letzten fünf Ligaspiele und profitierte zudem von einem 6-Punkte-Abzug für PAOK. Am Ende errang Olympiakos mit 67 Punkten den 44. Meistertitel. Den Cup konnte man aber nicht gewinnen, da man im Halbfinale an AEK Athen scheiterte. Das Hinspiel in Piräus endete mit einer 1:2-Niederlage, der 0:1-Auswärtssieg im Rückspiel reichte aufgrund der Auswärtstorregel nicht.
Saison 2017/18
Lemonis blieb aber nur bis zum Saisonende Trainer für Olympiakos, als neuer Cheftrainer wurde der Albaner Besnik Hasi unter Vertrag genommen. Er war zuvor bei Legia Warschau tätig. Die Qualifikation zur Champions League verlief diesmal ohne größere Probleme gegen Partizan Belgrad (3:1 a; 2:2 h) und HNK Rijeka (2:1 h; 1:0 a). Allerdings kam man in eine sehr schwere Gruppe D mit dem FC Barcelona, Juventus Turin und Sporting Lissabon. Mit Ausnahme eines 0:0 gegen Barcelona verlor Olympiakos jedes Champions-League-Spiel der laufenden Saison. Bereits nach der zweiten Saisonniederlage (2:3 gegen AEK Athen) wurde Hasi entlassen, für ihn kehrte Lemonis zurück. Aufgrund der schwachen Leistungen in der Champions League blieb aber auch er nur bis zum Jahresende im Amt. Anschließend wurde Óscar García unter Vertrag genommen, er wurde zuvor von der AS Saint-Étienne entlassen. Wie schon im Vorjahr musste man sich im Cup gegen AEK Athen geschlagen. Diesmal dankte man bereits im Viertelfinale nach einem 0:0 mit einer 1:2-Heimniederlage ab.
Aufgrund mangelnder Leistungen in der Liga beurlaubte Evangelos Marinakis im April 2018 alle Spieler des Profiteams bis zum Saisonende und verhängte ihnen eine Strafe von bis zu 400.000 Euro. Fortan sollte die Jugendmannschaft von Piräus die restliche Saison bestreiten. Am folgenden Tag trat auch der Trainer Óscar García zurück. Neuer Trainer wurde Christos Kostis, auch er konnte den Rekordmeister aber nicht mehr in die Erfolgsspur führen. Die Saison beendete Olympiakos mit 57 Punkten nur auf Platz 3, wobei auch der Punkteabzug von drei Punkten keinen Einfluss auf die Platzierung gehabt hätte.
Saison 2018/19 – Die Ära Martins
Olympiakos verpflichtete als neuen Trainer den Portugiesen Pedro Martins. In der Europa-League-Qualifikation traf man auf relativ einfache Gegner. Gegen den FC Luzern (4:0 h; 3:1 a) und den FC Burnley (3:1 h; 1:1 a) setzte sich Olympiakos problemlos durch. Die Europa-League-Gruppe F wurde für den griechischen Rekordmeister jedoch ein schweres Unterfangen. Man traf auf Real Betis, die AC Milan und F91 Düdelingen. Die Gruppenphase beendete Olympiakos knapp auf dem zweiten Platz. Real Betis hatte nur zwei Punkte mehr und die punktgleiche AC Milan verendete aufgrund der schlechteren Tordifferenz trotz der nominell ausreichenden zehn Punkte auf Platz 3. Nach einer Schwächephase im Oktober war der Verein sowohl national als auch international wieder voll im Geschäft. Aber im Februar gab es die nächste Schwächephase, die unter anderem auch das Aus in der Europa League bedeutete. Nach einem 2:2 in Piräus scheiterte man im Rückspiel mit 0:1 an Dynamo Kiew. Weiters musste sich Olympiakos auch im Viertelfinale des griechischen Cups gegen Lamia geschlagen geben. Das Hinspiel endete mit einem 3:3 unentschieden, im Rückspiel verlor man zuhause mit 0:1. Nach dem Aus im Cup gewann Olympiakos dennoch die letzten acht Spiele, was aber nicht für den Meistertitel reichte. Der Rekordmeister beendete die Saison mit 75 Punkten auf Platz 2, da war auch der 2-Punkte-Abzug für Meister PAOK Saloniki nicht ausreichend.
Saison 2019/20
Pedro Martins sollte auch über das Saisonende hinaus erhalten bleiben. Seit Michel ist er somit der erste Trainer, der den Griechen länger als ein Jahr erhalten geblieben ist. Die Leistung in der Qualifikation zur Champions League war sehr gut, gegen Viktoria Pilsen (0:0 h; 4:0 h), Istanbul Başakşehir (1:0 a; 2:0 h) und FK Krasnodar (4:0 h; 2:1 a) kam Olympiakos fast makellos durch. Nur ein Gegentor und fünf Siege aus sechs Spielen standen den Griechen zu Buche. Dafür wurde aber die Gruppenphase alles andere als einfach. In Gruppe B holte Olympiakos gegen Bayern München, Tottenham Hotspur und Roter Stern Belgrad gerade mal vier Punkte. Diese waren jedoch ausreichend für den dritten Platz und die Teilnahme an der K.O.-Runde der Europa League. Ein besonders beachtlicher Erfolg war hierbei das Weiterkommen im Sechzehntelfinale gegen den FC Arsenal. Nach einer 0:1-Niederlage setzte sich Olympiakos in London überraschend mit 1:2 durch und stieg aufgrund der Auswärtstorregel ins Achtelfinale auf. Dort wartete mit den Wolverhampton Wanderers der nächste Premier-League-Klub auf die Griechen. Das Hinspiel in Piräus endete mit 1:1, das Rückspiel in Wolverhampton wurde aufgrund der COVID-19-Pandemie auf August verschoben. Dieses verloren die Griechen aber mit 0:1. Auf nationaler Ebene verloren die Griechen gerade mal zwei Spiele, beide gegen PAOK Saloniki. Im Halbfinale des griechischen Cups unterlag man den Thessalonikern im Hinspiel mit 3:2, das Rückspiel gewann man mit 2:0. In der Liga setzte es gegen PAOK zudem eine 0:1-Heimniederlage am 34. von insgesamt 36 Spieltagen. Nachdem Olympiakos die Meisterschaft mit 91 Punkten – und mit 18 Punkten Vorsprung auf PAOK – gewonnen hatte, setzte man sich zudem im Cup-Finale mit 1:0 gegen AEK Athen durch. Es handelt sich bis dato um den letzten Cup-Sieg (28) und das letzte Double (18) der Vereinsgeschichte.
Saison 2020/21
Die COVID-19-Pandemie wirkte sich weiterhin auf den Spielplan aus, wobei sportlich gesehen keine neuen Sorgen auftraten. Mit einem 2:0-Heimsieg setzte man sich trotz eines 0:0 im Rückspiel gegen Omonia Nikosia in der Champions-League-Qualifikation durch. In Gruppe C bekam man es mit Manchester City, den FC Porto und Olympique Marseille zu tun. Gegen die Franzosen setzte man sich am ersten Spieltag mit 1:0 durch, alle anderen Spiele verlor man jedoch. Mit nur zwei Toren war Olympiakos – ebenso wie Marseille – zudem die abschlussschwächste Mannschaft dieser Champions-League-Gruppenphase. Aufgrund der besseren Tordifferenz war man gegenüber den punktgleichen Franzosen vorangestellt und beendete die Gruppenphase auf dem dritten Platz. Es war die bisher letzte Champions-League-Teilnahme von Olympiakos. Im Sechzehntelfinale der Europa League stieß der Verein auf den PSV Eindhoven, den man mit einem 4:2-Heimsieg vorzeitig aus dem Weg räumte. Das Rückspiel endete mit 2:1 zu Gunsten der Niederländer. Im Achtelfinale traf man erneut auf den FC Arsenal, der sich diesmal keine Blöße gab. Nach einer 1:3-Heimniederlage gewann Olympiakos dennoch erneut mit 1:0 in London. Auch in dieser Saison verlor der Rekordmeister nur zwei Spiele auf nationalem Niveau. Und wieder wurde man zweimal von PAOK Saloniki überwältigt, das in der Liga erst einen 2:0-Heimsieg einfuhr und im Cup-Finale mit 2:1 erneut siegte. Mit 90 Punkten – und 26 Punkten Vorsprung auf PAOK – gewann Olympiakos dennoch seinen 46. Meistertitel.
Saison 2021/22 – Vorerst letzter Titel
In der Champions-League-Qualifikation traf Olympiakos auf Neftçi Baku (1:0 h; 1:0 a) und Ludogorez Rasgrad (1:1 h; 2:2 a). Gegen den bulgarischen Meister verlor man jedoch im Elfmeterschießen, es folgte der Umstieg in die Qualifikation zur Europa League. Dort setzte man sich in der Playoff-Runde gegen Slovan Bratislava durch (3:0 h; 2:2 a). In Gruppe D begegnete man mit Eintracht Frankfurt, Fenerbahçe Istanbul und Royal Antwerpen großteils Gegnern auf Augenhöhe. Mit neun Punkten gelangte Olympiakos als Gruppenzweiter ins Sechzehntelfinale. In weiterer Folge musste Olympiakos im Cup zweimal eine Niederlage wettmachen. Im Achtelfinale scheiterte man auswärts gegen Levadiakos mit 2:3, gewann aber in Piräus mit 2:0. Auch im Viertelfinale gegen Panetolikos verlor man das Hinspiel auswärts, diesmal mit 1:2. Das Rückspiel gewann Olympiakos mit 3:1. Im Europa-League-Sechzehntelfinale musste man sich gegen Atalanta Bergamo geschlagen geben. Nachdem man in Bergamo 1:2 verloren hatte, konnte man diesmal keine Rückkehr vor heimischer Kulisse erzielen und verlor deutlich mit 0:3. Auch den Cup konnte Olympiakos nicht für sich entscheiden. Gegen PAOK Saloniki spielte man zweimal unentschieden (0:0 a; 1:1 h) und schied wegen der Auswärtstorregel aus. Die Meisterschaft gewann man mit 83 Punkten – und 19 Punkten Vorsprung auf PAOK – dennoch zum insgesamt 47. und bis dato letzten Mal.
Saison 2022/23
Die Champions-League-Qualifikation wurde gegen Maccabi Haifa deutlich verloren (1:1 a; 0:4 h), daher wurde auch Pedro Martins nach vier Jahren Amtszeit entlassen. Als Ersatz wurde Carlos Corberán von Huddersfield Town verpflichtet. Mit ihm qualifizierte man sich gegen Slovan Bratislava (1:1 h; 2:2 a, 4:3 n. E.) und Apollon Limassol (1:1 a; 1:1 h, 3:1 n. E.) mit Ach und Krach für die Europa League. Man hat rasch gemerkt, dass man mit Corberán nicht an die Erfolge anknüpfen können wird, die man mit Martins erreicht hatte. Zum zweiten Mal wurde daher Michel als neuer Trainer eingestellt. Auch er konnte das frühe Aus im Europapokal nicht verhindern. Olympiakos wurde in Gruppe D mit dem SC Freiburg, dem FC Nantes und Qarabağ Ağdam mit nur zwei Punkten Letzter. Dafür stabilisierte er die Leistungen auf nationaler Ebene. Unter Michel verlor Olympiakos nur zwei Spiele auf nationaler Ebene. Nach einem 2:2 gegen Aris Saloniki wurde er aber überraschend entlassen. Stattdessen wurde Jose Anigo eingestellt, der nach seiner Entlassung bei Panionios im Dezember 2018 keinen Verein mehr trainiert hatte. Nach einer 3:0-Niederlage im Cup-Halbfinale gegen AEK Athen – die noch unter Michel geschah – gewann Olympiakos das Rückspiel nur mit 2:1, was für den Aufstieg nicht reichte. Zum Saisonende hin entsprachen die Leistungen auch in der Liga nicht den Anforderungen, sodass Olympiakos mit 73 Punkten nur Platz 3 belegte.
Saison 2023/24 – Erster europäischerTitel
Jose Anigo war nicht überzeugend genug, folglich stellte man den Spanier Chamán als neuen Trainer ein. Dieser wurde zuvor von Espanyol Barcelona entlassen. Zu Beginn der Rückrunde hatte der Rekordmeister eine Schwächephase mit nur einem Sieg aus sechs Spielen. So schied man unter anderem erstmals seit 2010 schon im Achtelfinale des griechischen Cups aus. Gegen Panathinaikos unterlag man nach zwei Unentschieden (1:1 A; 0:0 H) im Elfmeterschießen. Chamán wurde entlassen, für ihn wurde Carlos Carvalhal verpflichtet. Aber auch unter ihm konnte sich Olympiakos von diesem Tiefschlag nicht erholen, neuer Trainer wurde José Luis Mendilibar.
In der Europa-League-Qualifikation setzte sich Olympiakos relativ problemlos gegen KRC Genk (1:0 H; 1:1 A) und FK Čukarički (3:0 A; 3:1 H) durch und kam zusammen mit West Ham United, dem SC Freiburg und dem TSC Bačka Topola in die Gruppe A. Dort holte Olympiakos sieben Punkte und wurde am Ende Dritter. Dadurch durfte Olympiakos erstmals an der Europa Conference League teilnehmen. Diese sollte die lange Zeit der schwachen Leistungen auf internationalem Niveau beenden. In der Zwischenrunde gewann man gegen Ferencváros Budapest zweimal mit 1:0. Eine 1:4-Heimniederlage im Achtelfinale gegen Maccabi Tel Aviv wirkte wie das sichere Ende. Im Rückspiel – das aufgrund des Konflikts zwischen Israel und Palästina in der serbischen TSC Arena stattfand – führte Olympiakos selbst mit 4:1 und gewann in der Verlängerung schließlich mit 6:1. Der Gegner im Viertelfinale lautete Fenerbahçe, den man zuhause im Hinspiel mit 3:2 schlagen konnte. Im Rückspiel führten die Türken nach Verlängerung mit 1:0; die Entscheidung fiel daher erst im Elfmeterschießen, in dem sich Olympiakos mit 3:2 knapp durchsetzte. Eine besonders starke Leistung zeigte der griechische Rekordmeister im Halbfinale gegen Aston Villa. Nach einem 4:2-Auswärtserfolg in Birmingham erreichte Olympiakos mit einem anschließenden 2:0-Heimsieg einen deutlichen Gesamtsieg. Zum ersten Mal in der Vereinsgeschichte stand der Verein damit im Finale eines Europapokals. Gegner war die AC Fiorentina, die bereits im Vorjahr im Finale der Europa Conference League stand. Das Endspiel gewann Piräus im benachbarten Athen mit 1:0 nach Verlängerung und siegte damit als erster griechischer Klub in einem europäischen Vereinswettbewerb.

## Infrastruktur

### Stadion

Georgios-Karaiskaki-Stadion

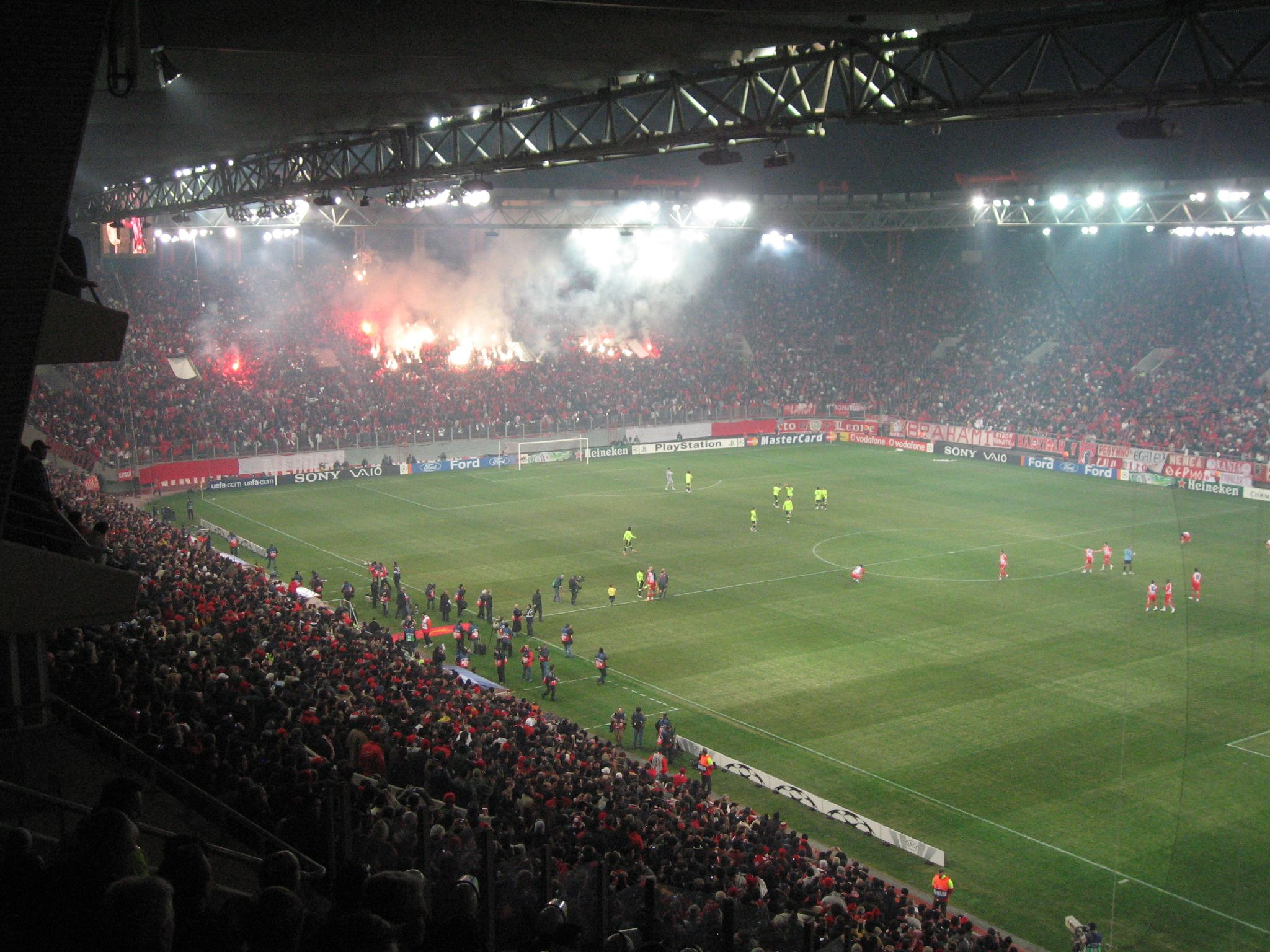
Olympiakos vs. FC Chelsea
UEFA Champions League 2007/08

Das Georgios-Karaiskakis-Stadion (griechisch Γήπεδο Γεώργιος Καραϊσκάκης) ist in Faliro, einem Stadtteil von Piräus, nahe dem Hafen gelegen. Es ist an die Athener Metro angebunden und fasst 33.449 Zuschauer. Es dient als Kulisse für die Heimspiele von Olympiakos Piräus und wurde 2004 neu gebaut. Außerdem finden hier Heimauftritte der griechischen Fußballnationalmannschaft statt. Das Stadion Karaiskakis ist eines von 13 europäischen Stadien, die von der UEFA mit vier Sternen bewertet wurden. Somit ist es möglicher Austragungsort eines UEFA-Cup-Finalspiels. Das Stadion wurde anlässlich der Olympischen Spiele von 1896 als Radrennbahn erbaut. 1964 wurde es renoviert und nach Georgios Karaiskakis, einem Freiheitskämpfer der Griechischen Revolution, der in der Nähe tödlich verwundet wurde, benannt. Im Laufe der Geschichte spielte Olympiakos Piräus u. a. im Athener Olympiastadion und im Risoupoli-Stadion.
Erwähnenswert: Olympiakos Piräus durfte eine Zeit lang seine Heimspiele nicht im Karaiskakis-Stadion austragen. Ausgerechnet der ewige Rivale, Panathinaikos Athen, half aus. Die Spiele durften im Gegenzug auf gegnerischem Terrain, dem Apostolos-Nikolaidis-Stadion, ausgetragen werden.

### Vereinsmuseum
Am 14. Mai 2006 eröffnete der Verein ein abteilungsübergreifendes Museum, welches im Stadion untergebracht wurde.

## Vereinsfarben und Vereinswappen
Die Vereinsfarben sind seit jeher: Rot und Weiß. Rot steht dabei für die Leidenschaft und Weiß symbolisiert die Tugend. Die Vereinsfarben sind auch Grundlage für diverse Spitznamen von Olympiakos Piräus. So wird die Elf aus Piräus nicht nur Thrylos (‚Legende‘), sondern auch Erythrolefki (‚die Rot-Weißen‘) und Kokkini (‚die Roten‘) genannt.
Das Vereinswappen, das sich im Laufe der Zeit leicht verändert hat, zeigt das Abbild eines jungen Olympioniken der Antike (Olympische Spiele der Antike):

Ehemaliges Logo
Ehemaliges Logo
Ehemaliges Logo
Ehemaliges Logo
Logo der Amateurabteilung

## Die Hymne
| Griechisch Θρύλε των γηπέδων Ολυμπιακέ δαφνοστεφανωμένε μεγάλε και τρανέ έχεις δύναμή σου Ολυμπιακέ, τον πύρινό σου κόσμο που δε λυγά ποτέ. Ολυμπί-Ολυμπί-Ολυμπιακέ ομάδα ομαδάρα μου, μεγάλη μου αγάπη, Ολυμπιακάρα μου. Ολυμπί-Ολυμπί-Ολυμπιακέ ομάδα ομαδάρα μου, μεγάλη μου αγάπη, Ολυμπιακάρα μου. Δόξα στα παιδιά σου Ολυμπιακέ χιλιοτραγουδισμένε, στον κόσμο ξακουστέ. Τρέμουν στ' άκουσμά σου Ολυμπιακέ κι ακόμα σε θυμούνται η Σάντος κι ο Πελέ. Ολυμπί-Ολυμπί-Ολυμπιακέ ομάδα ομαδάρα μου, μεγάλη μου αγάπη, Ολυμπιακάρα μου. |  |  | Deutsch Legende der Stadien, Olympiakos Lorbeerkranzgekrönter, Großer und Mächtiger Olympiakos, Deine große Stärke ist Dein leidenschaftliches Volk, das niemals aufgibt. Olympi-, Olympi-, Olympiakos meine Mannschaft, Übermannschaft, meine große Liebe, mein großer Olympiakos. Olympi-, Olympi-, Olympiakos meine Mannschaft, Übermannschaft, meine große Liebe, mein großer Olympiakos. Ruhm an Deine Kinder, Olympiakos Tausendfachbesungener, in der Welt Berühmter. Sie zittern, wenn Dein Name erklingt, Olympiakos und immer noch können sich an Dich erinnern, Santos und Pelé. Olympi-, Olympi-, Olympiakos meine Mannschaft, Übermannschaft, meine große Liebe, mein großer Olympiakos. |

## Trikots, Ausrüster und Sponsoren

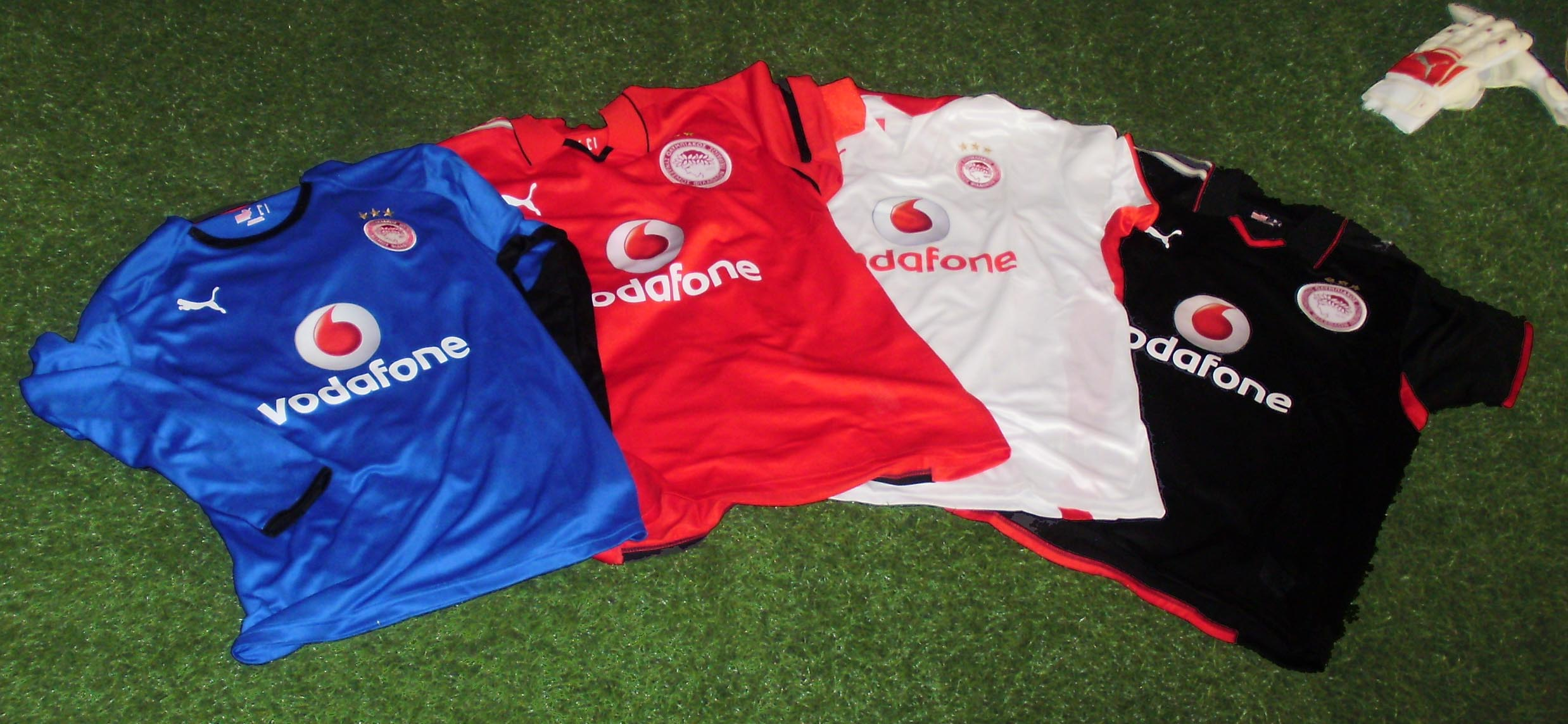
Trikots 2008/09

Seit der Vereinsgründung tragen die Spieler von Olympiakos Piräus vertikal gestreifte, rotweiße Trikots. Dazu werden rote oder weiße Shorts und Stutzen getragen.
Auswärts trägt Olympiakos traditionell ein komplett weißes bzw. rotes Outfit. Seltener sieht man die Spieler in der vierten, komplett schwarzen Ausrüstung.
Hier eine Auswahl historischer Trikots:
| 1925 | 1971 | 1978 | 1979 | 1985 | 2009 | 2011 | 2013 | 2015 |

|pattern_la1=_olympiacos1516h|pattern_b1=_olympiacos1516h|pattern_ra1=_olympiacos1516h|pattern_sh1=_adidasonwhite|pattern_so1=_color_3_stripes_on_white|leftarm1=FF0000|body1=FF0000|rightarm1=FF0000|shorts1=FF0000|socks1=FF0000
Derzeit wird die Sportbekleidung vom Ausrüster Puma hergestellt. Ab der Saison 2015/16 arbeiten die Rotweißen wieder mit Adidas zusammen. Olympiakos Piräus unterstützt seit dem 22. Oktober 2013 die „100% Campaign“, eine Impfkampagne, der UNICEF. Das Unicef-Logo ziert fortan die Trikots der Rotweißen. Gemeinsam will man bis 2015 insgesamt zwei Millionen Euro für das Kinderhilfswerk der Vereinten Nationen einnehmen.

### Eine Auswahl und die Übersicht nach Jahren

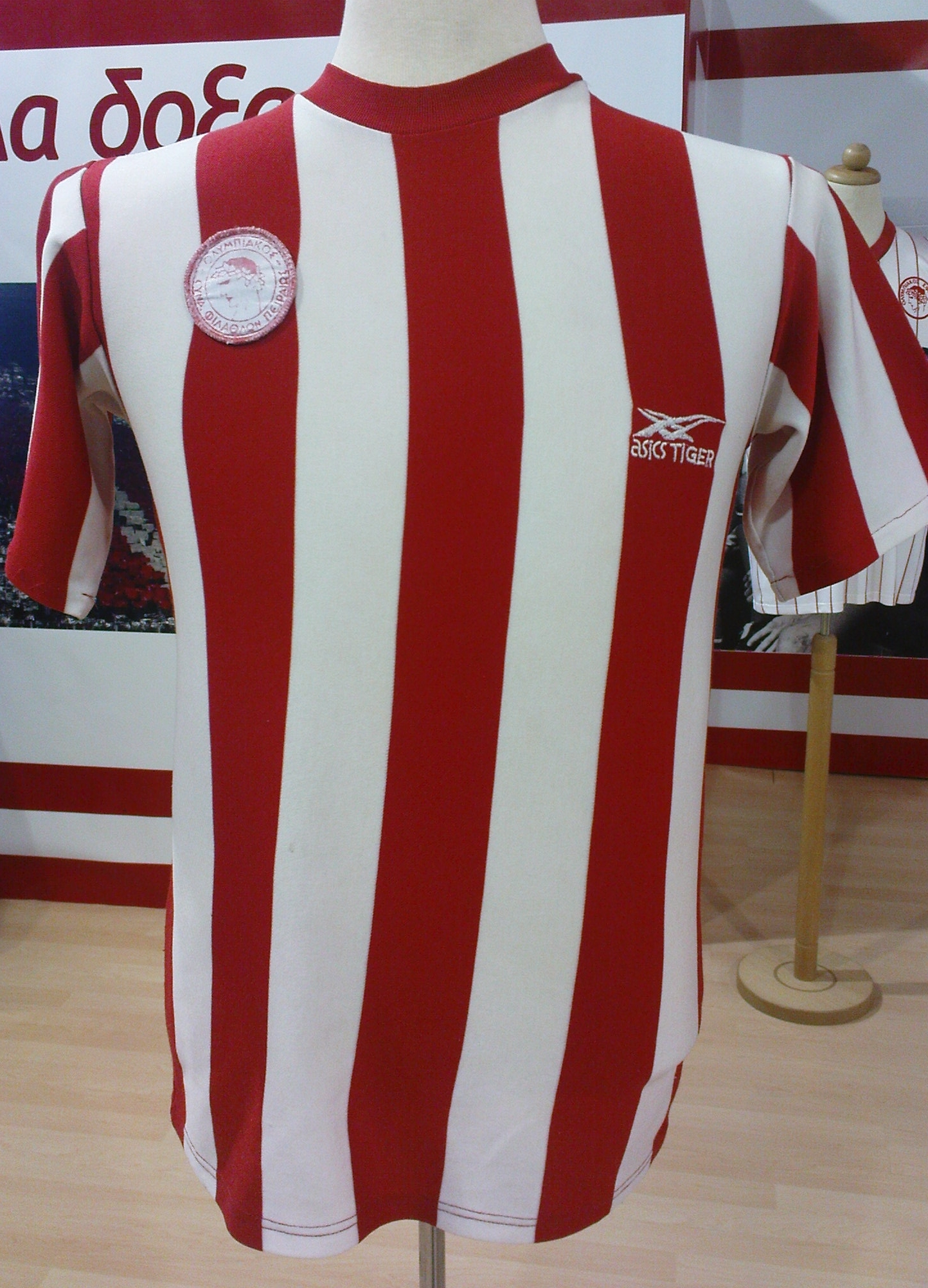
Historisches Trikot
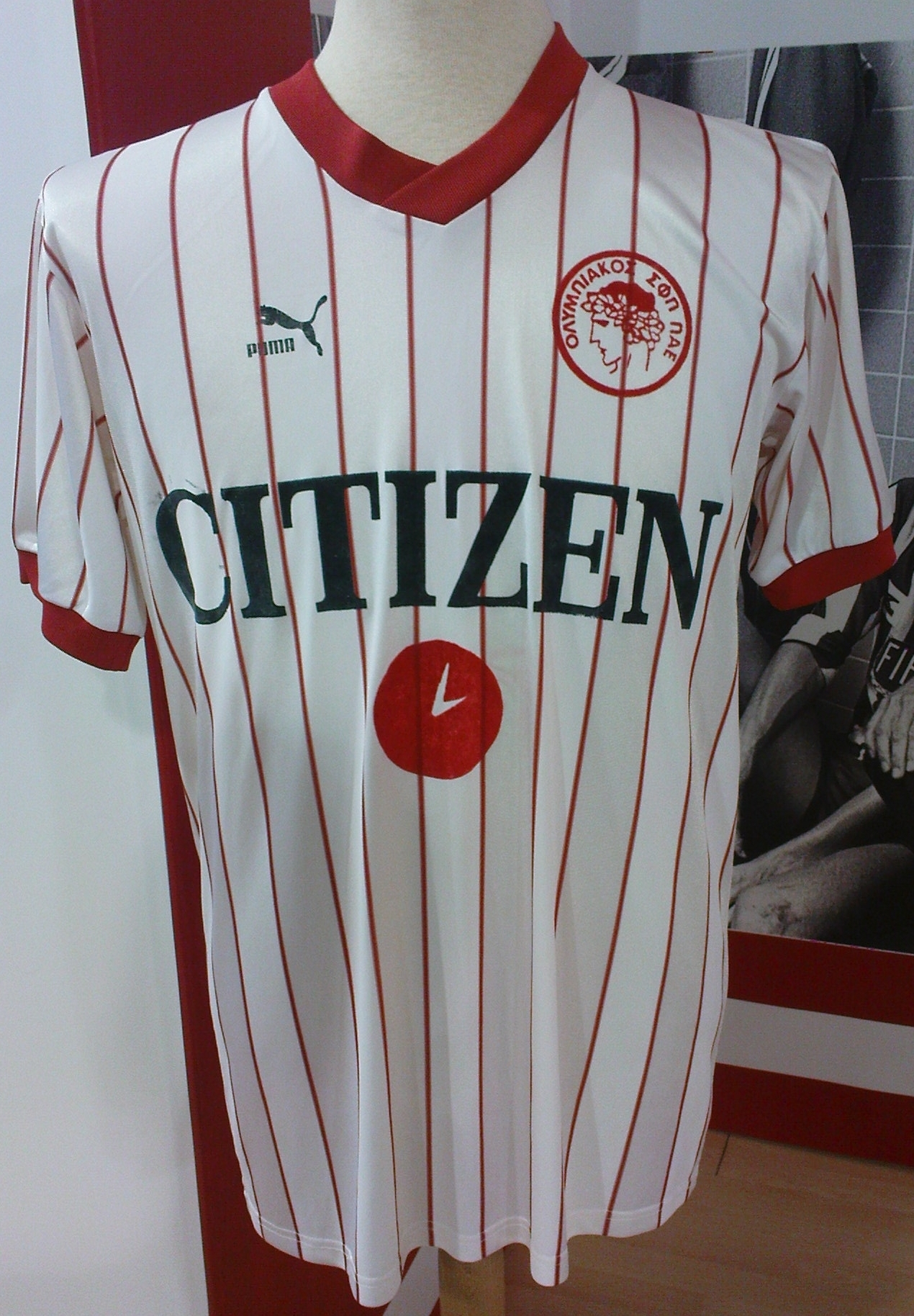
Historisches Trikot
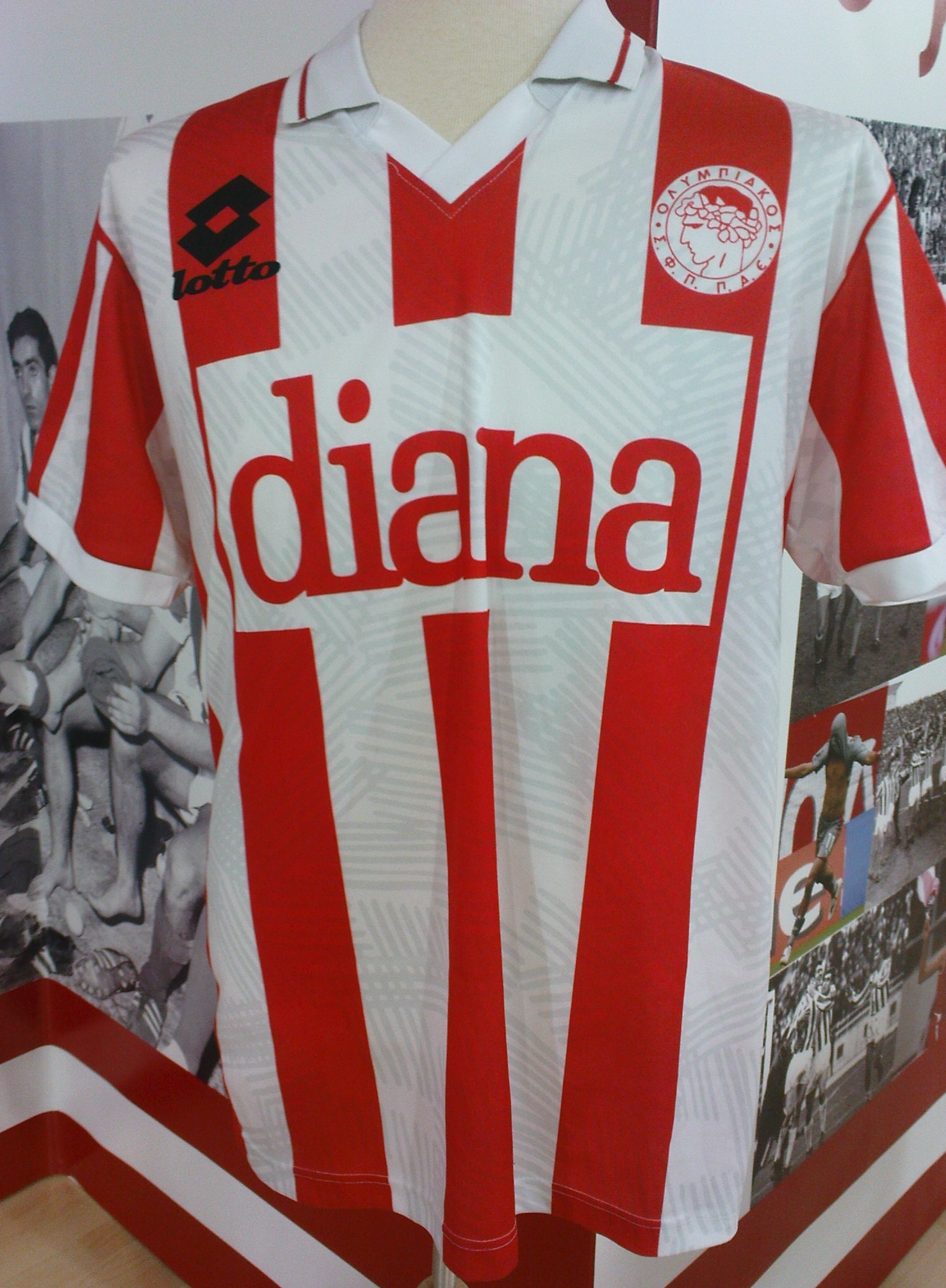
Historisches Trikot
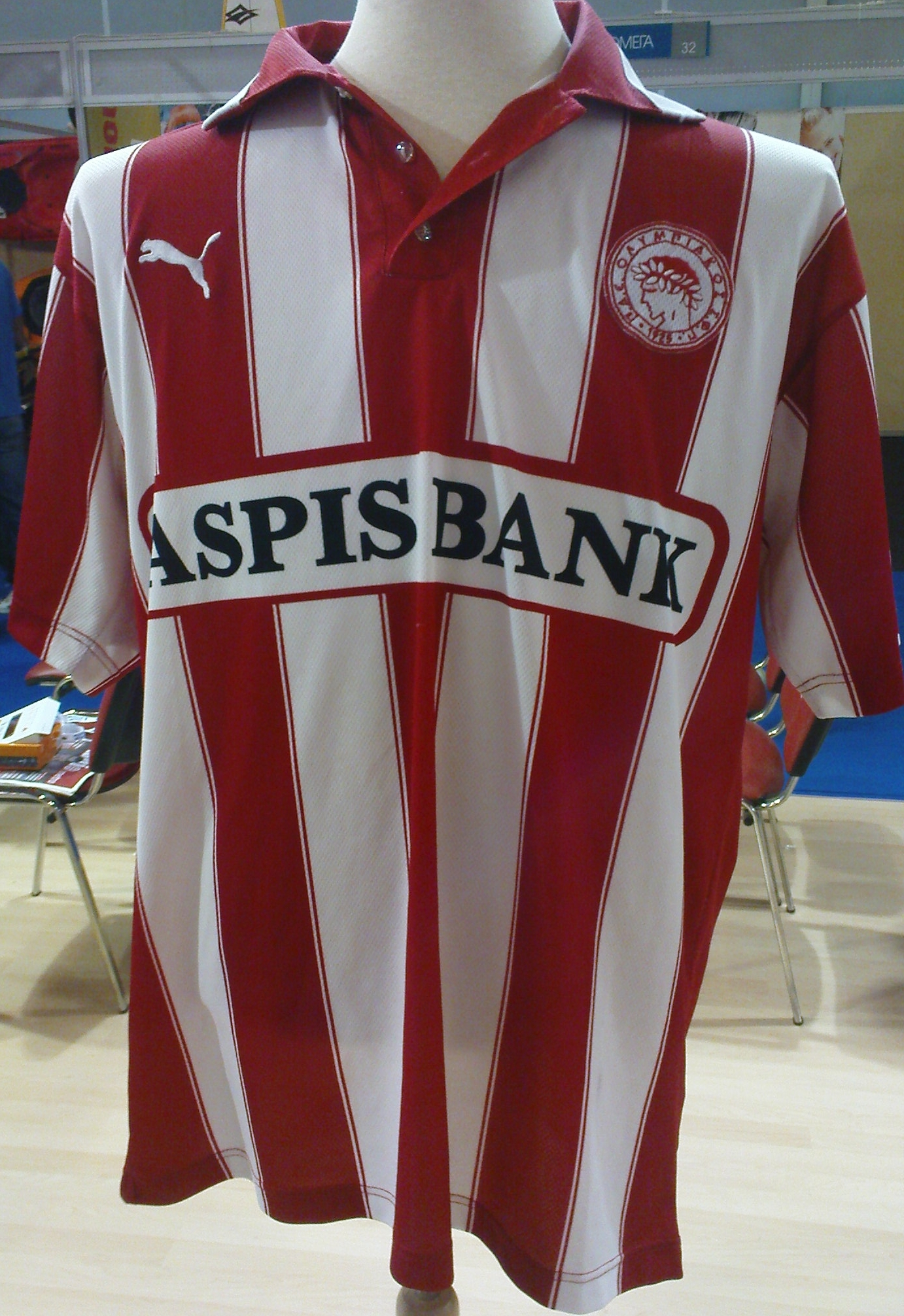
Historisches Trikot
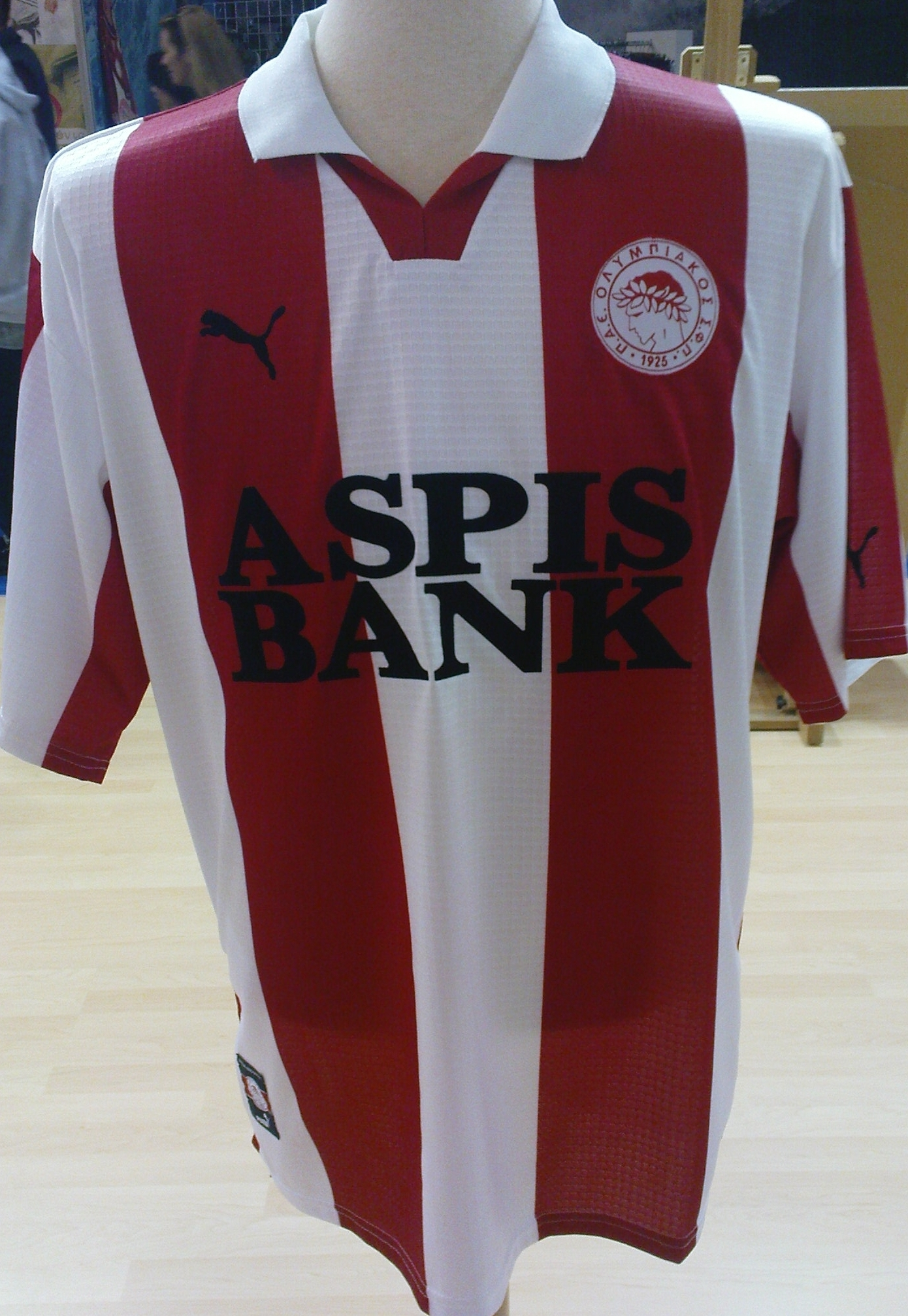
Historisches Trikot
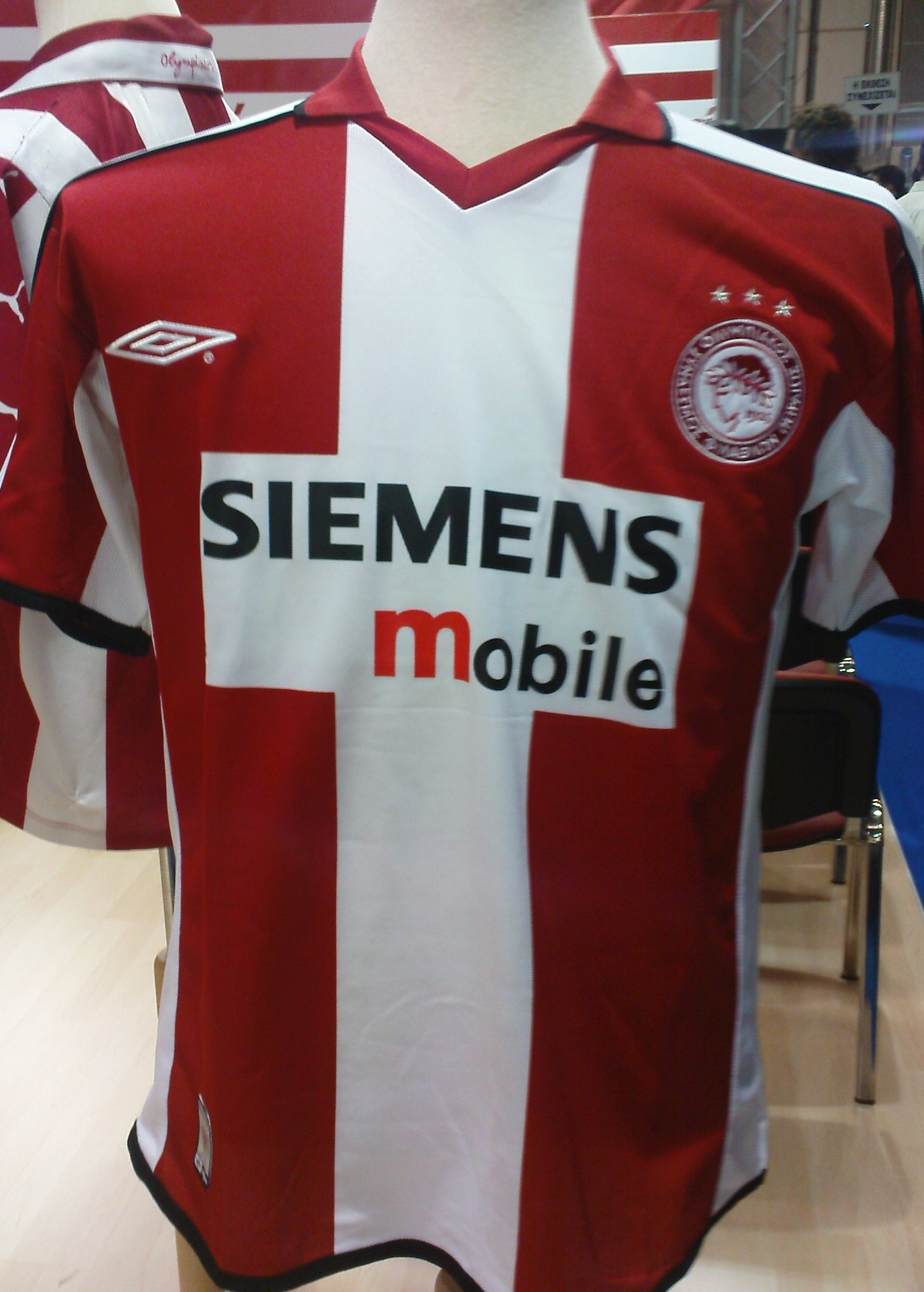
Historisches Trikot

| Saison    | Ausrüster | Sponsor        |
| --------- | --------- | -------------- |
| 1979      | Umbro     | Ohne           |
| 1980      | Puma      | Ohne           |
| 1980–1982 | Asics     | Ohne           |
| 1982–1983 | Asics     | Fiat           |
| 1982–1983 | Asics     | Travel Plan    |
| 1984–1988 | Puma      | Citizen        |
| 1988      | Puma      | Toyota         |
| 1989      | Puma      | Bank von Kreta |
| 1989–1990 | Puma      | Ohne           |
| 1990–1992 | Puma      | Diana          |
| 1992–1993 | Umbro     | Diana          |

| Saison    | Ausrüster | Sponsor               |
| --------- | --------- | --------------------- |
| 1993–1994 | Lotto     | Diana                 |
| 1994–1995 | Adidas    | Ethnokarta MasterCard |
| 1995–1997 | Puma      | Ethnokarta MasterCard |
| 1997–2000 | Puma      | Aspis Bank            |
| 2000–2005 | Umbro     | Siemens Mobile        |
| 2005–2006 | Puma      | Siemens               |
| 2006–2009 | Puma      | Vodafone              |
| 2009–2010 | Puma      | Citibank              |
| 2010–2013 | Puma      | Pame Stoixima         |
| 2013–2015 | Puma      | UNICEF                |
| 2015–     | Adidas    | UNICEF                |

## Erfolge
| UEFA Europa Conference League (1) | UEFA Europa Conference League (1) | UEFA Europa Conference League (1) | UEFA Europa Conference League (1) | UEFA Europa Conference League (1) | UEFA Europa Conference League (1) | UEFA Europa Conference League (1) | UEFA Europa Conference League (1) | UEFA Europa Conference League (1) | UEFA Europa Conference League (1) |
| --------------------------------- | --------------------------------- | --------------------------------- | --------------------------------- | --------------------------------- | --------------------------------- | --------------------------------- | --------------------------------- | --------------------------------- | --------------------------------- |
| 2023/24                           |                                   |                                   |                                   |                                   |                                   |                                   |                                   |                                   |                                   |
| Griechischer Meister (48)         |                                   |                                   |                                   |                                   |                                   |                                   |                                   |                                   |                                   |
| 1931                              | 1933                              | 1934                              | 1936                              | 1937                              | 1938                              | 1947                              | 1948                              | 1951                              | 1954                              |
| 1955                              | 1956                              | 1957                              | 1958                              | 1959                              | 1966                              | 1967                              | 1973                              | 1974                              | 1975                              |
| 1980                              | 1981                              | 1982                              | 1983                              | 1987                              | 1997                              | 1998                              | 1999                              | 2000                              | 2001                              |
| 2002                              | 2003                              | 2005                              | 2006                              | 2007                              | 2008                              | 2009                              | 2011                              | 2012                              | 2013                              |
| 2014                              | 2015                              | 2016                              | 2017                              | 2020                              | 2021                              | 2022                              | 2025                              |                                   |                                   |
| Griechischer Pokalsieger (29)     |                                   |                                   |                                   |                                   |                                   |                                   |                                   |                                   |                                   |
| 1947                              | 1951                              | 1952                              | 1953                              | 1954                              | 1957                              | 1958                              | 1959                              | 1960                              | 1961                              |
| 1963                              | 1965                              | 1968                              | 1971                              | 1973                              | 1975                              | 1981                              | 1990                              | 1992                              | 1999                              |
| 2005                              | 2006                              | 2008                              | 2009                              | 2012                              | 2013                              | 2015                              | 2020                              | 2025                              |                                   |
| Griechischer Supercupsieger (4)   |                                   |                                   |                                   |                                   |                                   |                                   |                                   |                                   |                                   |
| 1980                              | 1987                              | 1992                              | 2007                              |                                   |                                   |                                   |                                   |                                   |                                   |
| Pokalsieger Großgriechenlands (3) |                                   |                                   |                                   |                                   |                                   |                                   |                                   |                                   |                                   |
| 1969                              | 1972                              | 1976                              |                                   |                                   |                                   |                                   |                                   |                                   |                                   |
| Balkanpokalsieger (1)             |                                   |                                   |                                   |                                   |                                   |                                   |                                   |                                   |                                   |
| 1963                              |                                   |                                   |                                   |                                   |                                   |                                   |                                   |                                   |                                   |

## Aktueller Kader 2025/26
- Stand: 29. Juli 2025[36]

| Nr. |              | Position | Name                   |
| --- | ------------ | -------- | ---------------------- |
| 1   | Griechenland | TW       | Alexandros Paschalakis |
| 3   | Argentinien  | AB       | Francisco Ortega       |
| 4   | Frankreich   | AB       | Giulian Biancone       |
| 5   | Italien      | AB       | Lorenzo Pirola         |
| 6   | Griechenland | AB       | Alexios Kalogeropoulos |
| 8   | Portugal     | MF       | Diogo Nascimento       |
| 9   | Marokko      | ST       | Ayoub El Kaabi         |
| 10  | Portugal     | ST       | Gelson Martins         |
| 11  | Norwegen     | ST       | Kristoffer Velde       |
| 14  | Spanien      | MF       | Dani García            |
| 16  | Argentinien  | MF       | Lorenzo Scipioni       |
| 17  | Ukraine      | ST       | Roman Jaremtschuk      |
| 19  | Griechenland | ST       | Georgios Masouras      |
| 20  | Portugal     | AB       | Costinha               |
| 21  | Spanien      | ST       | Jefté Betancor         |
| 22  | Portugal     | MF       | Chiquinho              |

| Nr. |              | Position | Name                       |
| --- | ------------ | -------- | -------------------------- |
| 23  | Brasilien    | AB       | Rodinei                    |
| 31  | Griechenland | TW       | Nikolaos Botis             |
| 32  | Argentinien  | MF       | Santiago Hezze             |
| 45  | Griechenland | AB       | Panagiotis Retsos          |
| 67  | Griechenland | MF       | Argyrios Liatsikouras      |
| 70  | Nigeria      | AB       | Bruno Onyemaechi           |
| 77  | Frankreich   | MF       | Rémy Cabella               |
| 80  | Griechenland | ST       | Stavros Pnevmonidis        |
| 88  | Griechenland | TW       | Konstantinos Tzolakis      |
| 96  | Griechenland | MF       | Christos Mouzakitis        |
| 97  | Turkei       | MF       | Yusuf Yazıcı               |
| 99  | Griechenland | TW       | Alexandros Anagnostopoulos |
|     | Portugal     | AB       | Rúben Vezo                 |
|     | Griechenland | AB       | Nikolaos Gotzamanidis      |
|     | Griechenland | AB       | Athanasios Koutsogoulas    |
|     | Griechenland | AB       | Isidoros Koutsidis         |

## Jugendfußball
Die Jugendfußballabteilung von Olympiakos Piräus wird vom ehemaligen französischen Spieler und Trainer José Anigo geleitet. Die U19 spielt in der U19-Superleague um die griechische Jugend-Meisterschaft und nimmt regelmäßig an der UEFA Youth League, einem europäischen Klubwettbewerb für Nachwuchsspieler, teil. Im Frühjahr 2024 konnte dieses Turnier erstmals gewonnen werden. Die Heimspiele werden auf dem Trainingsgelände, das ca. 3.000 Zuschauern Platz bietet, ausgetragen.

## Bedeutende ehemalige Spieler

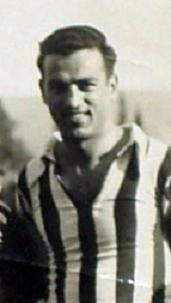
Georgios Andrianopoulos
Legendärer Spieler, Gründungsmitglied und Präsident (1954–1967)

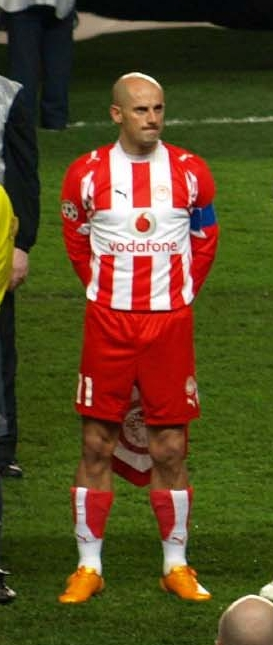
Đorđević 2008

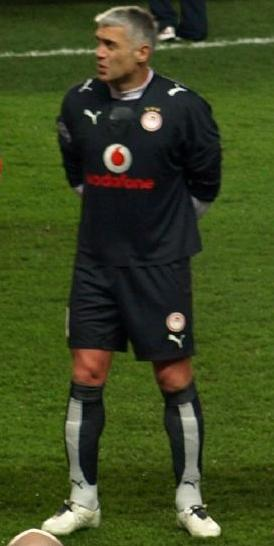
Nikopolidis 2008

Die Spieler sind alphabetisch sortiert
Alexis Alexandris (1994–2004, Sturm)
Griechenlands Spieler des Jahres 2001 schoss in 242 Spielen 127 Tore für den Rekordmeister. Er ist zehnfacher griechischer Meister (sieben Mal mit Olympiakos Piräus und drei Mal mit AEK Athen) und ein Mal griechischer Pokalsieger. Er ist Torschützenkönig der Jahre 1994, 1997, 2001 und 2002.
Nikolaos Anastopoulos (1980–1987, 1989–1992 und 1993/1994, Sturm)
Anastopoulos ist mit 29 Toren Rekordtorschütze der griechischen Nationalmannschaft und Stürmerlegende der 1980er Jahre. In 273 Spielen schoss er 145 Tore für die Rotweißen.
Georgios Anatolakis (1997–2007, Abwehr)
Anatolakis war bekannt für seinen Kampfwillen, seinen leidenschaftlichen Einsatz und seine Beharrlichkeit. Er kam in 248 Spielen zum Einsatz und feierte zehn Meisterschaften und drei Pokalsiege mit Olympiakos Piräus.
Dinos Andrianopoulos (1925–1932, Sturm)

Georgios Andrianopoulos (1925–1931, Sturm)

Yiannis Andrianopoulos (1925–1929, Sturm)

Leonidas Andrianopoulos (1925–1935, Sturm)

Vassilis Andrianopoulos (1925–1933, Sturm)

Thanassis Bebis (1946–1964, Mittelfeld)
Ein Urgestein im Mittelfeld von Olympiakos Piräus. Bebis spielte annähernd zwei Jahrzehnte für den Klub. In den 1980er Jahren kehrte er als Trainer an den Hafen von Piräus zurück.
Nery Castillo (2000–2007, Mittelfeld)
Der mexikanische Nationalspieler wechselte im Jahr 2000 im Alter von 16 Jahren an den Hafen von Piräus. In 105 Spielen schoss er 30 Tore für Olympiakos. Im Jahr 2007 wechselte er für die Rekordsumme von 20 Mio. EURO in die Ukraine zum FK Schachtar Donezk. Nery Castillo ist sechsfacher griechischer Meister und zweifacher griechischer Pokalsieger.
Giorgos Darivas (1946–1958, Sturm)
„Lorenzi“, so sein Spitzname, gehörte der legendären Mannschaft der 1950er Jahre an. Der Stürmer stand in den Jahren 1946 bis 1958 im Dienste von Olympiakos Piräus. 1971, 1975 und 1976 nahm er auf der Trainerbank der Rotweißen platz.
Kostas Davourlis (1974–1978, Mittelfeld)
Der „schwarze Prinz“ wechselte in der Saison 1974/75 für 9,25 Millionen Drachmen zu Olympiakos Piräus. Zu der Zeit der teuerste Transfer der griechischen Fußballgeschichte. In insgesamt 325 Erstligaspielen gelangen dem kreativen Mittelfeldakteur insgesamt 95 Tore. Sein knallharter Schuss machte ihn zu einem gefürchteten Freistoßschützen. Davourlis wurde vom griechischen Sportmagazin Ethnosport in die Top50 der besten griechischen Fußballspieler gewählt.
Giorgos Delikaris (1970–1978, Mittelfeld)
Die Ähnlichkeit mit George Best brachte ihm den Spitznamen „Gianni Rivera of Greece“ ein. Delikaris ist ohne Zweifel einer der besten Fußballer, die Griechenland je hervorgebracht hat. Bei der Wahl der UEFA Jubilee 52 Golden Players landete er in Griechenland auf Platz vier. Er absolvierte 226 Ligaspiele für Olympiakos Piräus und gehörte zum Stamm der legendären Mannschaft von 1969 bis 1978. Seinen Wechsel zum Erzrivalen Panathinaikos Athen in der Saison 1978/79 verziehen ihm viele Fans nicht.
Lajos Détári (1988–1990, Mittelfeld)
Der aus Ungarn stammende Mittelfeldspieler wechselte 1988 für 16 Mio. DM von Eintracht Frankfurt zu Olympiakos Piräus. In 55 Spielen erzielte er 33 Tore. Nach nur zwei Jahren wechselte er zum FC Bologna.
Predrag Đorđević (1996–2009, Mittelfeld)
Đorđević spielte zwischen 1996 und 2009 für den Serienmeister. Er absolvierte 341 Ligaspiele und schoss insgesamt 127 Tore. Der serbische Nationalspieler, der auch die griechische Staatsbürgerschaft besitzt, war jahrelang Kapitän und Kopf der Mannschaft. Đorđević ist mit zwölf Meistertiteln aus 13 Jahren Rekordhalter in Griechenland.
Dimitrios Eleftheropoulos (1994–2004, Tor)
Dimitrios Eleftheropoulos (* 1976) spielte über 20 Jahre für den Verein als Torwart
Grigoris Georgatos (1996–1999, 2000–2001 und 2004–2007, Abwehr)
Grigoris Georgatos, auch genannt „Trelos karaflos“ (verrückte Glatze), galt als einer der besten Außenbahnspieler Griechenlands. Er bestritt 174 Ligaspiele für Olympiakos Piräus und erzielte 27 Treffer. Georgatos ist 35-maliger griechischer Nationalspieler, siebenmaliger griechischer Meister und dreifacher Pokalsieger. 1999 wechselte er für 14 Mio. DM zu Inter Mailand – damals die höchste Transfersumme, die je für einen griechischen Spieler gezahlt wurde. Im November 2013 übernahm Georgatos die Leitung der Jugendakademie von Olympiakos.
Stelios Giannakopoulos (1996–2003, Mittelfeld)
Giannakopoulos wechselte 1996, als bekennender Anhänger von Panathinaikos, vom FC Paniliakos zu Olympiakos Piräus. Er schaffte es dennoch sich in die Herzen der Olympiakos-Fans zu spielen. Während seiner Zeit bei Olympiakos gewann er sieben Meistertitel in Folge (1997–2003). Im Sommer 2003 schlug er ein Vertragsangebot mit ca. 1 Mio. EURO Jahresgehalt aus und verließ den Verein Richtung Bolton Wanderers.
Giovanni (1999–2005, Sturm)
Trotz seiner Größe (191 cm) galt Giovanni als einer der größten Techniker seiner Zeit. Im besten Fußballeralter (27 Jahre), wechselte er 1999 vom FC Barcelona für 24 Mio. DM zu Olympiakos. Dort wurde er schließlich zur Legende. In 129 Spielen traf er 61 Mal für die Rotweißen. Er wurde fünfmal griechischer Meister und einmal Torschützenkönig der griechischen Liga. Giovanni trägt in Griechenland dank seiner herausragenden technischen Fähigkeiten den Spitznamen „Magos“ (gr. Μάγος), was „der Zauberer“ bedeutet.
Achilleas Grammatikopoulos (1928–1944, Tor)
Sechzehn Jahre lang hütete Grammatikopoulos das Tor der Rotweißen. Er galt als einer der besten Torhüter seiner Zeit. Sein Spitzname lautete folglich auch „Zamora“, benannt nach einem der weltbesten Torhüter der 1920er und 1930er Jahre. Er gewann insgesamt sieben Meisterschaften und sieben Mal den griechischen Pokal mit Olympiakos Piräus.
Ilija Ivić (1994–1999, Sturm)
Der serbische Stürmer spielte fünf Jahre für den griechischen Rekordmeister. In 112 Ligaeinsätzen erzielte er 64 Tore. Er gewann dreimal die griechische Meisterschaft und einmal den griechischen Pokal. 2007 bis 2008 war er technischer Direktor bei Olympiakos Piräus.
Vassilis Karapialis (1991–2000, Mittelfeld)
Der offensive Mittelfeldstar der 1990er Jahre wechselte im Jahr 1991 für 45 Mio. Drachmen vom AE Larisa zu Olympiakos Piräus. In 229 Meisterschaftsspielen gelangen ihm 61 Treffer für die Rotweißen. Karapialis ist 21facher griechischer Nationalspieler, fünffacher griechischer Meister und dreifacher Pokalsieger.
Kiriakos Karataidis (1988–2001, Abwehr)

Christian Karembeu (2001–2004, Mittelfeld)
Der französische Nationalspieler spielte drei Jahre für Olympiakos Piräus. Er ist eine herausragende Persönlichkeit und war ein exzellenter Mittelfeldspieler. Seine defensiven Qualitäten und das nahezu fehlerlose Spiel verhalfen Olympiakos zu zwei weiteren Meisterschaften (2001/02 und 2002/03). Er absolvierte 88 Ligaspiele und schoss fünf Tore.
Takis Lemonis (1978–1987, Mittelfeld)

Julio Losada (1972–1980, Sturm)
Der nur 1,62 m große und wieselflinke uruguayische Stürmer spielte ganze acht Spielzeiten für die Rotweißen. In 146 Spielen erzielte er 30 Tore. Losada ist fünfmaliger griechischer Meister und Publikumsliebling der 1970er Jahre.
Dimitris Mavrogenidis (1997–2006, Abwehr)
Dimitris Mavrogenidis war fast zehn Jahre lang Piräus’ erste Wahl für die rechte Abwehrseite. Er überzeugte durch seine Schnelligkeit, seine Dynamik und seinen Kampfwillen. Mavrogenidis absolvierte 201 Ligaspiele für Olympiakos Piräus und stand mit den Rotweißen 48 Mal auf europäischer Ebene auf dem Platz. Er ist achtfacher griechischer Meister, dreifacher Pokalsieger und 24facher Nationalspieler.
Tasos Mitropoulos (1981–1992 und 1997–1998, Mittelfeld)

Andreas Mouratis (1944–1955, Abwehr)
Die Fans nannten ihn, ob seiner Abwehrstärke, „Missouri“ – so hieß ein amerikanischer Kampfflugzeugträger, der in Piräus vor Anker lag. Von türkischen Fans wurde er nach einem Nationalmannschaftsspiel gegen die Türkei „Murat Aslan“, Murat, der Löwe, genannt. Mouratis spielte zwischen 1944 und 1955 für Olympiakos Piräus. Der Publikumsliebling wurde sechsmal griechischer Meister und holte fünfmal den griechischen Pokal mit den Rotweißen. Er kam zu 16 Einsätzen in der griechischen Nationalmannschaft.
Antonios Nikopolidis (2004–2011, Tor)
Der Europameister von 2004 gewann insgesamt elf Meistertitel und errang neunmal den griechischen Pokal. In den Jahren 2004 bis 2011 hütete er in 196 Ligaspielen das Tor der Rotweißen.
Kostas Polychroniou (1954–1968, Mittelfeld)
Der defensive Mittelfeldspieler, der am 4. Juli 1961 die erfolgreiche Manndeckung von Pelé übernahm, spielte 246 Mal für die Rotweißen. Dem langjährigen Mannschaftskapitän gelangen in diesen Ligaspielen 13 Treffer. Polychroniou kam zu 27 Einsätzen in der griechischen Fußballnationalmannschaft. Der spätere Trainer leitete von 1993 bis 1994 die sportlichen Geschicke seines ehemaligen Klubs.
Anastasios Pantos (2003–2010, Abwehr)
Der schnelle rechte Außenverteidiger spielte in 132 Ligaspielen für Olympiakos Piräus. Seine professionelle Einstellung und die gute physische Verfassung machten ihn zu einem Publikumsliebling. Pantos gewann mit Olympiakos Piräus fünf Meisterschaften und wurde vier Mal Pokalsieger.
Oleh Protassow (1990–1994, Sturm)
Der russische und später ukrainische Nationalspieler war der Leistungsträger der frühen 1990er Jahre. In 85 Ligaspielen erzielte der Fußballer des Jahres der UdSSR (1987) insgesamt 48 Tore. Protassow wurde mit den Rotweißen einmal griechischer Meister und Pokalsieger.
Rivaldo (2004–2007, Mittelfeld)
Der FIFA-Weltfußballer des Jahres von 1999 und Weltmeister von 2002 spielte drei Jahre für den griechischen Rekordmeister. In 70 Pflichtspielen erzielte er 36 Tore. Rivaldo holte mit den Rotweißen drei Meistertitel und gewann zweimal den griechischen Pokal.
Ilias Rossidis (1948–1961, Abwehr)
Der Kapitän der legendären Mannschaft der 1950er Jahre lief insgesamt über 500 Mal für Olympiakos Piräus auf. In 247 Ligaspielen gelangen dem rechten Außenverteidiger 150 Tore. Er krönte seine Karriere mit sieben Meisterschaftstiteln, neun Pokalsiegen und fünf Doubles. Rossidis spielte insgesamt 29 Mal für die griechische Fußballnationalmannschaft.
Nikolaos Sarganis (1981–1985, Tor)
Der 58-malige Nationalspieler, der auch das Phantom genannt wurde, hütete in 144 Meisterschaftsspielen das Tor der Rotweißen. Zweifelsfrei einer der besten Torhüter Griechenlands. Für Aufsehen sorgte sein Wechsel zum Erzrivalen Panathinaikos Athen in der Saison 1985/86.
Giorgos Sideris (1959–1970 und 1972, Sturm)
Mit 224 Toren ist Giorgos Sideris Olympiakos’ erfolgreichster Torschütze aller Zeiten. Sein außergewöhnlicher Torinstinkt und seine Schnelligkeit am Ball waren seine herausragendsten Eigenschaften. „Nichts und niemand konnte ihn stoppen“; das brachte ihm den Spitznamen „der Bulldozer“ ein. Sideris schoss bis 1970 insgesamt 522 Tore.
Savvas Theodoridis (1955–1962, Tor)
Für viele einer der besten Torhüter, die Griechenland je hervorgebracht hat. Im Alter von 27 Jahren verabschiedete sich Savvas Theodoridis nach sieben erfolgreichen Jahren (sechs Meistertitel und sieben Pokalsiege) in den Ruhestand. Heute ist er Generaldirektor von Olympiakos Piräus.
Yves Triantafilos (1971–1974, Sturm)
Der in Frankreich geborene Yves Triantafyllos wechselte 1971 vom US Boulogne an den Hafen von Piräus. In drei Jahren schoss der Ausnahmestürmer der 1970er Jahre 58 Tore für Olympiakos Piräus. 1974 verließ er zum Bedauern der griechischen Fans den Verein wieder. Seine nächste Station war der AS Saint-Étienne.
Nikos Tsiantakis (1988–1995, Mittelfeld)
Tsiantakis lief 196 Mal für Olympiakos Piräus auf und kam dabei zu 22 Treffern. Ein Meistertitel blieb dem Mittelfeldakteur verwehrt. Er durfte zwei Pokalsiege (1990 und 1992) mit Piräus feiern.
Ilias Yfantis (1954–1964, Sturm)
Der 1936 in Piräus geborene Offensivallrounder war Teil der goldenen Mannschaft der 1950er-Jahre. Er schoss insgesamt 28 Tore für Olympiakos Piräus und kam zu sieben Einsätzen in der griechischen Nationalmannschaft.

## Trainerchronik

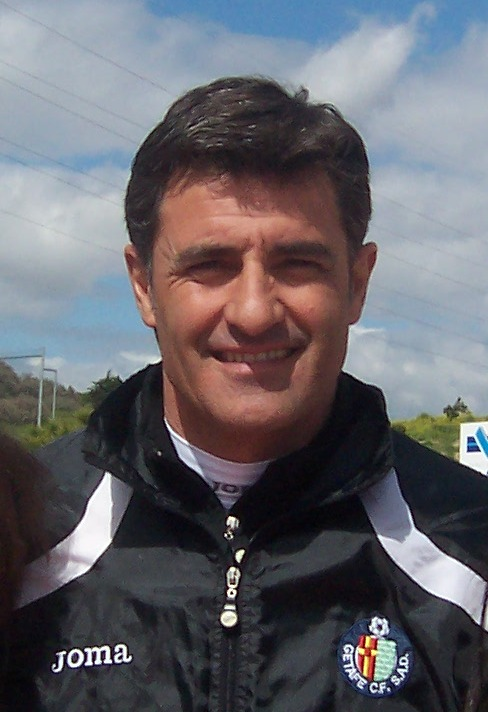
Míchel, Trainer von Olympiakos Piräus (2013–2015 und 2022/23)

| Trainer                        | Nationalität    | Amtszeit(en)                    |
| ------------------------------ | --------------- | ------------------------------- |
| Ioannis Andrianopoulos         | Grieche         | 1925–1927                       |
| József Kováts                  | Ungar           | 1930–1932                       |
| Jan Kopřiva                    | Tschechoslowake | 1927–1930, 1933–1934, 1936–1937 |
| Peter Pispaloou                | Deutscher       | 1934–1935                       |
| Nikolaos Panopoulos            | Grieche         | 1935–1936                       |
| Peter Lantz                    | Österreicher    | 1937–1938                       |
| Tibor Esser                    | Ungar           | 1932–1933, 1938                 |
| Themistoklis Asderis           | Grieche         | 1945–1947                       |
| Theologis Symeonidis           | Grieche         | 1948–1950, 1954–1955            |
| Konstantinos Negropontis       | Grieche         | 1955                            |
| Ioannis Helmis Vangelis Helmis | Griechen        | 1950–1954, 1956                 |
| Prvoslav Dragićević            | Jugoslawe       | 1956–1957                       |
| Tibor Kemény                   | Ungar           | 1957–1958                       |
| Bruno Vale                     | Italiener       | 1958–1960                       |
| Kiril Simonovski               | Jugoslawe       | 1960–1962                       |
| Alekos Hatzistavridis          | Grieche         | 1962                            |
| Ioannis Helmis                 | Grieche         | 1962–1963                       |
| Andras Dolgos                  | Ungar           | 1963–1964                       |
| Nandor Cserna                  | Ungar           | 1964–1965                       |
| Márton Bukovi                  | Ungar           | 1965–1967                       |
| Thanassis Soulis               | Grieche         | 1967–1968                       |
| Ljubiša Spajić                 | Jugoslawe       | 1968–1969                       |
| Thanassis Bebis                | Grieche         | 1969                            |
| Stjepan Bobek                  | Jugoslawe       | 1969–1970                       |
| Ilias Yfantis                  | Grieche         | 1970                            |
| Dan Georgiadis                 | Grieche         | 1970–1971                       |
| Vassilis Petropoulos           | Grieche         | 1971, 1975–1977                 |
| Georgios Darivas               | Grieche         | 1971, 1975–1976                 |
| Alan Ashman                    | Engländer       | 1971–1972                       |
| Vic Buckingham                 | Engländer       | 1975–1976                       |
| Les Shannon                    | Engländer       | 1976–1977                       |
| Todor Veselinović              | Jugoslawe       | 1977–1980                       |
| Kazimierz Górski               | Pole            | 1980–1983                       |
| Helmut Senekowitsch            | Österreicher    | 1984                            |
| Thanassis Bebis                | Grieche         | 1980, 1984, 1985                |
| Alketas Panagoulias            | Grieche         | 1981, 1986–1987                 |
| Heinz Höher                    | Deutscher       | 1983                            |
| Nikos Alefantos                | Grieche         | 1984, 1995                      |

| Trainer                | Nationalität | Amtszeit(en)               |
| ---------------------- | ------------ | -------------------------- |
| Georg Keßler           | Deutscher    | 1984–1985                  |
| Antonis Georgiadis     | Grieche      | 1985–1986                  |
| Giannis Gounaris       | Grieche      | 1988                       |
| Pavlos Grigoriadis     | Grieche      | 1988, 1989                 |
| Jacek Gmoch            | Pole         | 1988–1989                  |
| Miltos Papapostolou    | Grieche      | 1989–1990                  |
| Imre Komora            | Ungar        | 1990                       |
| Oleh Blochin           | Ukrainer     | 1990–1993                  |
| Ljupko Petrović        | Jugoslawe    | 1993                       |
| Kostas Polychroniou    | Grieche      | 1994–1995                  |
| Stavros Diamantopoulos | Grieche      | 1995–1996                  |
| Meletis Persias        | Grieche      | 1996                       |
| Dušan Bajević          | Bosnier      | 1996–2000, 2004–2005       |
| Alberto Bigon          | Italiener    | 2000                       |
| Giannis Matzourakis    | Grieche      | 2000–2001                  |
| Takis Lemonis          | Grieche      | 2001–2003, 2006–2007, 2017 |
| Oleh Protassow         | Ukrainer     | 2003–2004                  |
| Trond Sollied          | Norweger     | 2005–2006                  |
| José Segura            | Spanier      | 2008                       |
| Ernesto Valverde       | Spanier      | 2008–2009                  |
| Temur Kezbaia          | Georgier     | 2009                       |
| Zico                   | Brasilianer  | 2009–2010                  |
| Božidar Bandović       | Bosnier      | 2010                       |
| Ewald Lienen           | Deutscher    | 2010                       |
| Ernesto Valverde       | Spanier      | 2010–2012                  |
| Leonardo Jardim        | Portugiese   | 2012                       |
| José Miguel González   | Spanier      | 2013–2015                  |
| Vítor Pereira          | Portugiese   | 2015                       |
| Marco Silva            | Portugiese   | 2015–2016                  |
| Víctor Sánchez del Amo | Spanier      | 2016                       |
| Paulo Bento            | Portugiese   | 2016–2017                  |
| Besnik Hasi            | Albaner      | 2017                       |
| Óscar García           | Spanier      | 2018                       |
| Pedro Martins          | Portugiese   | 2018–2022                  |
| Carlos Corberán        | Spanier      | 2022                       |
| Míchel                 | Spanier      | 2022–2023                  |
| José Anigo             | Franzose     | 2023                       |
| Diego Martínez Penas   | Spanier      | 2023–                      |

Die Trainer von Olympiakos

## Vereinspräsidenten
Die Tabelle listet alle Vereinspräsidenten von Olympiakos Piräus auf:
| Präsident              | Ära                             |
| ---------------------- | ------------------------------- |
| Michalis Manouskos     | 1925–1928, 1937–1939, 1945–1950 |
| Thanassis Mermingas    | 1929–1931, 1953–1954            |
| Takis Zakkas           | Oktober 1931, 1936              |
| Giannis Andrianopoulos | 1932, 1933–1935                 |
| Giannis Barbaressos    | 29.11.1946 – 22.12.1946         |
| Giorgos Andrianopoulos | 1954–1967                       |
| Kostas Bousakis        | 1967–1969                       |
| Tassos Ikonomou        | 1969–1970                       |
| Eftichios Goumas       | 1970–1971                       |
| Aristidis Skilitsis    | 1971                            |
| Dimitris Vardanis      | 1971–1972                       |
| Nikolaos Goulandris    | 1972–1975                       |
| Kostas Thanopoulos     | 1975, 1976–1978                 |
| Periklis Lanaras       | 1975                            |
| Iraklis Tsitsalis      | 1978–1979                       |
| Stavros Daifas         | 1979–1985, 1986, 1992–1994      |
| Nikos Efthimiou        | 1986                            |
| Giorgos Koskotas       | 1987–1988                       |
| Argiris Saliarelis     | 1988–1992                       |
| Giorgos Banasakis      | 1992                            |
| Sokrates Kokkalis      | 1993–2010                       |
| Evangelos Marinakis    | 2011–heute                      |

## Statistiken

### UEFA-Klubkoeffizient
Die aktuelle Klubkoeffizient-Übersicht:
Stand: 10. August 2022
| Rang | Mannschaft          | Punkte |
| ---- | ------------------- | ------ |
| 38   | Olympique Marseille | 44.000 |
| 39   | Dynamo Kiew         | 44.000 |
| 40   | Olympiakos Piräus   | 41.000 |
| 41   | FC Kopenhagen       | 40.500 |
| 42   | Feyenoord Rotterdam | 40.000 |

### Europapokalbilanz
| Saison    | Wettbewerb                    | Runde                  | Gegner                  | Gesamt          | Hin         | Rück          |
| --------- | ----------------------------- | ---------------------- | ----------------------- | --------------- | ----------- | ------------- |
| 1958/59   | Europapokal der Landesmeister | Vorrunde               | Beşiktaş Istanbul       | 1               |             |               |
| 1959/60   | Europapokal der Landesmeister | Vorrunde               | AC Mailand              | 3:5             | 2:2 (H)     | 1:3 (A)       |
| 1961/62   | Europapokal der Pokalsieger   | 2. Runde               | Dynamo Žilina           | 2:4             | 2:3 (H)     | 0:1 (A)       |
| 1962/63   | Europapokal der Pokalsieger   | 1. Runde               | Hibernians Paola        | 1               |             |               |
| 1963/64   | Europapokal der Pokalsieger   | Vorrunde               | Zagłębie Sosnowiec      | 4:2             | 2:1 (H)     | 0:1 (A)       |
| 1963/64   | Europapokal der Pokalsieger   | Vorrunde               | Zagłębie Sosnowiec      | 4:2             | 2:0 in Wien |               |
| 1963/64   | Europapokal der Pokalsieger   | 1. Runde               | Olympique Lyon          | 3:5             | 1:4 (A)     | 2:1 (H)       |
| 1965/66   | Europapokal der Pokalsieger   | Vorrunde               | Omonia Nikosia          | 2:1             | 1:0 (A)     | 1:1 (H)       |
| 1965/66   | Europapokal der Pokalsieger   | 1. Runde               | West Ham United         | 2:6             | 0:4 (A)     | 2:2 (H)       |
| 1966/67   | Europapokal der Landesmeister | 1. Runde               | ZSKA Sofia              | 2:3             | 1:3 (A)     | 1:0 (H)       |
| 1967/68   | Europapokal der Landesmeister | 1. Runde               | Juventus Turin          | 0:2             | 0:0 (H)     | 0:2 (A)       |
| 1968/69   | Europapokal der Pokalsieger   | 1. Runde               | KR Reykjavík            | 4:0             | 2:0 (H)     | 2:0 (A)       |
| 1968/69   | Europapokal der Pokalsieger   | 2. Runde               | West Ham United         | 2:6             | 0:4 (A)     | 2:2 (H)       |
| 1969/70   | Europapokal der Pokalsieger   | 1. Runde               | Górnik Zabrze           | 2:7             | 2:2 (H)     | 0:5 (A)       |
| 1971/72   | Europapokal der Pokalsieger   | 1. Runde               | FK Dynamo Moskau        | 2:3             | 0:2 (H)     | 2:1 (A)       |
| 1972/73   | UEFA-Pokal                    | 1. Runde               | Cagliari Calcio         | 3:1             | 2:1 (H)     | 1:0 (A)       |
| 1972/73   | UEFA-Pokal                    | 2. Runde               | Tottenham Hotspur       | 1:4             | 0:4 (A)     | 1:0 (H)       |
| 1973/74   | Europapokal der Landesmeister | 1. Runde               | Benfica Lissabon        | 0:2             | 0:1 (A)     | 0:1 (H)       |
| 1974/75   | Europapokal der Landesmeister | 1. Runde               | Celtic Glasgow          | 3:1             | 1:1 (A)     | 2:0 (H)       |
| 1974/75   | Europapokal der Landesmeister | 2. Runde               | RSC Anderlecht          | 4:5             | 1:5 (A)     | 3:0 (H)       |
| 1975/76   | Europapokal der Landesmeister | 1. Runde               | Dynamo Kiew             | 2:3             | 02:2 (H) 2  | 0:1 (H)       |
| 1976/77   | UEFA-Pokal                    | 1. Runde               | Sportul Studențesc      | 2:4             | 0:3 (A)     | 2:1 (H)       |
| 1977/78   | UEFA-Pokal                    | 1. Runde               | Dinamo Zagreb           | 4:6             | 3:1 (H)     | 1:5 (A)       |
| 1978/79   | UEFA-Pokal                    | 1. Runde               | Lewski-Spartak Sofia    | 3:4             | 2:1 (H)     | 1:3 n. V. (A) |
| 1979/80   | UEFA-Pokal                    | 1. Runde               | SSC Neapel              | 1:2             | 0:2 (A)     | 1:0 (H)       |
| 1980/81   | Europapokal der Landesmeister | 1. Runde               | FC Bayern München       | 2:7             | 2:4 (H)     | 0:3 (A)       |
| 1981/82   | Europapokal der Landesmeister | 1. Runde               | Universitatea Craiova   | 2:3             | 0:3 (A)     | 2:0 (H)       |
| 1982/83   | Europapokal der Landesmeister | 1. Runde               | Östers IF               | 2:1             | 2:0 (H)     | 0:1 (A)       |
| 1982/83   | Europapokal der Landesmeister | 2. Runde               | Hamburger SV            | 0:5             | 0:1 (A)     | 0:4 (H)       |
| 1983/84   | Europapokal der Landesmeister | 1. Runde               | Ajax Amsterdam          | 2:0             | 0:0 (A)     | 2:0 n. V. (H) |
| 1983/84   | Europapokal der Landesmeister | 2. Runde               | Benfica Lissabon        | 1:3             | 1:0 (H)     | 0:3 (A)       |
| 1984/85   | UEFA-Pokal                    | 1. Runde               | Neuchâtel Xamax         | 3:2             | 1:0 (H)     | 2:2 (A)       |
| 1984/85   | UEFA-Pokal                    | 2. Runde               | Universitatea Craiova   | 0:2             | 0:1 (A)     | 0:1 (H)       |
| 1986/87   | Europapokal der Pokalsieger   | 1. Runde               | US Luxemburg            | 6:0             | 3:0 (H)     | 3:0 (A)       |
| 1986/87   | Europapokal der Pokalsieger   | 2. Runde               | Ajax Amsterdam          | 1:5             | 0:4 (A)     | 1:1 (H)       |
| 1987/88   | Europapokal der Landesmeister | 1. Runde               | Górnik Zabrze           | 2:3             | 1:1 (H)     | 1:2 (A)       |
| 1989/90   | UEFA-Pokal                    | 1. Runde               | FK Rad                  | 3:2             | 1:2 (A)     | 2:0 (H)       |
| 1989/90   | UEFA-Pokal                    | 2. Runde               | First Vienna FC 1894    | (a)3:3(a)       | 2:2 (A)     | 1:1 (H)       |
| 1989/90   | UEFA-Pokal                    | 3. Runde               | AJ Auxerre              | (a)1:1(a)       | 1:1 (H)     | 0:0 (A)       |
| 1990/91   | Europapokal der Pokalsieger   | 1. Runde               | KS Flamurtari Vlora     | 5:1             | 3:1 (H)     | 2:0 (A)       |
| 1990/91   | Europapokal der Pokalsieger   | 2. Runde               | Sampdoria Genua         | 1:4             | 0:1 (H)     | 1:3 (A)       |
| 1992/93   | Europapokal der Pokalsieger   | 1. Runde               | Tschornomorez Odessa    | 3:1             | 0:1 (H)     | 3:0 (A)       |
| 1992/93   | Europapokal der Pokalsieger   | 2. Runde               | AS Monaco               | 1:0             | 1:0 (A)     | 0:0 (H)       |
| 1992/93   | Europapokal der Pokalsieger   | Viertelfinale          | Atlético Madrid         | 2:4             | 1:1 (H)     | 1:3 (A)       |
| 1993/94   | UEFA-Pokal                    | 1. Runde               | Botew Plowdiw           | 8:3             | 3:2 (A)     | 5:1 (H)       |
| 1993/94   | UEFA-Pokal                    | 2. Runde               | CD Teneriffa            | (a)5:5(a)       | 1:2 (A)     | 4:3 (H)       |
| 1994/95   | UEFA-Pokal                    | 1. Runde               | Olympique Marseille     | 1:5             | 1:2 (H)     | 0:3 (A)       |
| 1995/96   | UEFA-Pokal                    | Vorrunde               | Slawia Sofia            | 3:0             | 2:0 (A)     | 1:0 (H)       |
| 1995/96   | UEFA-Pokal                    | 1. Runde               | NK Maribor              | 5:1             | 2:0 (H)     | 3:1 (A)       |
| 1995/96   | UEFA-Pokal                    | 2. Runde               | FC Sevilla              | (a)2:2(a)       | 0:1 (A)     | 2:1 (H)       |
| 1996/97   | UEFA-Pokal                    | 1. Runde               | Ferencváros Budapest    | 3:5             | 1:3 (A)     | 2:2 (H)       |
| 1997/98   | UEFA Champions League         | 2. Qualifikationsrunde | MPKZ Masyr              | 7:2             | 5:0 (H)     | 2:2 (A)       |
| 1997/98   | UEFA Champions League         | Gruppenphase           | FC Porto                | 2:2             | 1:0 (H)     | 1:2 (A)       |
| 1997/98   | UEFA Champions League         | Gruppenphase           | Rosenborg Trondheim     | 3:7             | 1:5 (A)     | 2:2 (H)       |
| 1997/98   | UEFA Champions League         | Gruppenphase           | Real Madrid             | 1:5             | 1:5 (A)     | 0:0 (H)       |
| 1998/99   | UEFA Champions League         | 2. Qualifikationsrunde | Anorthosis Famagusta    | 6:3             | 2:1 (H)     | 4:2 (A)       |
| 1998/99   | UEFA Champions League         | Gruppenphase           | FC Porto                | 4:3             | 2:2 (A)     | 2:1 (H)       |
| 1998/99   | UEFA Champions League         | Gruppenphase           | Croatia Zagreb          | 3:1             | 2:0 (H)     | 1:1 (A)       |
| 1998/99   | UEFA Champions League         | Gruppenphase           | Ajax Amsterdam          | 1:2             | 1:0 (H)     | 0:2 (A)       |
| 1998/99   | UEFA Champions League         | Viertelfinale          | Juventus Turin          | 2:3             | 1:2 (A)     | 1:1 (H)       |
| 1999/2000 | UEFA Champions League         | 1. Gruppenphase        | Ajax Amsterdam          | 3:6             | 3:3 (H)     | 0:3 (A)       |
| 1999/2000 | UEFA Champions League         | 1. Gruppenphase        | FC Porto                | 1:2             | 0:2 (A)     | 1:0 (H)       |
| 1999/2000 | UEFA Champions League         | 1. Gruppenphase        | Molde FK                | 5:4             | 3:1 (H)     | 2:3 (A)       |
| 1999/2000 | UEFA-Pokal                    | 3. Runde               | Juventus Turin          | 3:4             | 1:3 (H)     | 2:1 (A)       |
| 2000/01   | UEFA Champions League         | 1. Gruppenphase        | FC Valencia             | 2:2             | 1:2 (A)     | 1:0 (H)       |
| 2000/01   | UEFA Champions League         | 1. Gruppenphase        | Olympique Lyon          | 2:2             | 2:1 (H)     | 0:1 (A)       |
| 2000/01   | UEFA Champions League         | 1. Gruppenphase        | SC Heerenveen           | 2:1             | 2:0 (H)     | 0:1 (A)       |
| 2000/01   | UEFA-Pokal                    | 3. Runde               | FC Liverpool            | 2:4             | 2:2 (H)     | 0:2 (A)       |
| 2001/02   | UEFA Champions League         | 1. Gruppenphase        | Deportivo La Coruña     | 3:3             | 2:2 (A)     | 1:1 (H)       |
| 2001/02   | UEFA Champions League         | 1. Gruppenphase        | OSC Lille               | 3:4             | 1:3 (A)     | 2:1 (H)       |
| 2001/02   | UEFA Champions League         | 1. Gruppenphase        | Manchester United       | 0:5             | 0:2 (H)     | 0:3 (A)       |
| 2002/03   | UEFA Champions League         | 1. Gruppenphase        | Bayer 04 Leverkusen     | 6:4             | 6:2 (H)     | 0:2 (A)       |
| 2002/03   | UEFA Champions League         | 1. Gruppenphase        | Maccabi Haifa           | 3:6             | 00:3 (A) 3  | 3:3 (H)       |
| 2002/03   | UEFA Champions League         | 1. Gruppenphase        | Manchester United       | 2:7             | 0:4 (A)     | 2:3 (H)       |
| 2003/04   | UEFA Champions League         | Gruppenphase           | Real Sociedad           | 2:3             | 0:1 (A)     | 2:2 (H)       |
| 2003/04   | UEFA Champions League         | Gruppenphase           | Juventus Turin          | 1:9             | 1:2 (H)     | 0:7 (A)       |
| 2003/04   | UEFA Champions League         | Gruppenphase           | Galatasaray Istanbul    | 3:1             | 0:1 (A)     | 3:0 (H)       |
| 2004/05   | UEFA Champions League         | Gruppenphase           | Deportivo La Coruña     | 1:0             | 0:0 (A)     | 1:0 (H)       |
| 2004/05   | UEFA Champions League         | Gruppenphase           | FC Liverpool            | 2:3             | 1:0 (H)     | 1:3 (A)       |
| 2004/05   | UEFA Champions League         | Gruppenphase           | AS Monaco               | 2:2             | 1:2 (A)     | 1:0 (H)       |
| 2004/05   | UEFA-Pokal                    | Sechzehntelfinale      | FC Sochaux              | 2:0             | 1:0 (H)     | 1:0 (A)       |
| 2004/05   | UEFA-Pokal                    | Achtelfinale           | Newcastle United        | 1:7             | 1:3 (H)     | 0:4 (A)       |
| 2005/06   | UEFA Champions League         | Gruppenphase           | Rosenborg Trondheim     | 2:4             | 1:3 (H)     | 1:1 (A)       |
| 2005/06   | UEFA Champions League         | Gruppenphase           | Real Madrid             | 3:3             | 1:2 (A)     | 2:1 (H)       |
| 2005/06   | UEFA Champions League         | Gruppenphase           | Olympique Lyon          | 2:6             | 1:2 (A)     | 1:4 (H)       |
| 2006/07   | UEFA Champions League         | Gruppenphase           | FC Valencia             | 2:6             | 2:4 (H)     | 0:2 (A)       |
| 2006/07   | UEFA Champions League         | Gruppenphase           | Schachtar Donezk        | 3:3             | 2:2 (A)     | 1:1 (H)       |
| 2006/07   | UEFA Champions League         | Gruppenphase           | AS Rom                  | 1:2             | 0:1 (H)     | 1:1 (A)       |
| 2007/08   | UEFA Champions League         | Gruppenphase           | Lazio Rom               | 3:2             | 1:1 (H)     | 2:1 (A)       |
| 2007/08   | UEFA Champions League         | Gruppenphase           | Werder Bremen           | 6:1             | 3:1 (A)     | 3:0 (H)       |
| 2007/08   | UEFA Champions League         | Gruppenphase           | Real Madrid             | 2:4             | 2:4 (A)     | 0:0 (H)       |
| 2007/08   | UEFA Champions League         | Achtelfinale           | FC Chelsea              | 0:3             | 0:0 (H)     | 0:3 (A)       |
| 2008/09   | UEFA Champions League         | 3. Qualifikationsrunde | Anorthosis Famagusta    | 1:3             | 0:3 (A)     | 1:0 (H)       |
| 2008/09   | UEFA-Pokal                    | 1. Runde               | FC Nordsjælland         | 2:0             | 1:0 (H)     | 1:0 (A)       |
| 2008/09   | UEFA-Pokal                    | Gruppenphase           | Galatasaray Istanbul    | 0:1             | 0:1 (A)     | 0:1 (A)       |
| 2008/09   | UEFA-Pokal                    | Gruppenphase           | Benfica Lissabon        | 5:1             | 5:1 (H)     | 5:1 (H)       |
| 2008/09   | UEFA-Pokal                    | Gruppenphase           | Metalist Charkiw        | 0:1             | 0:1 (A)     | 0:1 (A)       |
| 2008/09   | UEFA-Pokal                    | Gruppenphase           | Hertha BSC              | 4:0             | 4:0 (H)     | 4:0 (H)       |
| 2008/09   | UEFA-Pokal                    | Sechzehntelfinale      | AS Saint-Étienne        | 2:5             | 1:3 (H)     | 1:2 (A)       |
| 2009/10   | UEFA Champions League         | 3. Qualifikationsrunde | ŠK Slovan Bratislava    | 4:0             | 2:0 (A)     | 2:0 (H)       |
| 2009/10   | UEFA Champions League         | Play-offs              | Sheriff Tiraspol        | 3:0             | 2:0 (A)     | 1:0 (H)       |
| 2009/10   | UEFA Champions League         | Gruppenphase           | AZ Alkmaar              | 1:0             | 1:0 (H)     | 0:0 (A)       |
| 2009/10   | UEFA Champions League         | Gruppenphase           | FC Arsenal              | 1:2             | 0:2 (A)     | 1:0 (H)       |
| 2009/10   | UEFA Champions League         | Gruppenphase           | Standard Lüttich        | 2:3             | 2:1 (H)     | 0:2 (A)       |
| 2009/10   | UEFA Champions League         | Achtelfinale           | Girondins Bordeaux      | 1:3             | 0:1 (H)     | 1:2 (A)       |
| 2010/11   | UEFA Europa League            | 2. Qualifikationsrunde | KS Besa Kavaja          | 11:10           | 5:0 (A)     | 6:1 (H)       |
| 2010/11   | UEFA Europa League            | 3. Qualifikationsrunde | Maccabi Tel Aviv        | (a)2:2(a)       | 2:1 (H)     | 0:1 (A)       |
| 2011/12   | UEFA Champions League         | Gruppenphase           | Olympique Marseille     | 1:1             | 0:1 (H)     | 1:0 (A)       |
| 2011/12   | UEFA Champions League         | Gruppenphase           | FC Arsenal              | 4:3             | 1:2 (A)     | 3:1 (H)       |
| 2011/12   | UEFA Champions League         | Gruppenphase           | Borussia Dortmund       | 3:2             | 3:1 (H)     | 0:1 (A)       |
| 2011/12   | UEFA Europa League            | Sechzehntelfinale      | Rubin Kasan             | 2:0             | 1:0 (A)     | 1:0 (H)       |
| 2011/12   | UEFA Europa League            | Achtelfinale           | Metalist Charkiw        | (a)2:2(a)       | 1:0 (A)     | 1:2 (H)       |
| 2012/13   | UEFA Champions League         | Gruppenphase           | FC Schalke 04           | 1:3             | 1:2 (H)     | 0:1 (A)       |
| 2012/13   | UEFA Champions League         | Gruppenphase           | FC Arsenal              | 3:4             | 1:3 (A)     | 2:1 (H)       |
| 2012/13   | UEFA Champions League         | Gruppenphase           | HSC Montpellier         | 5:2             | 2:1 (A)     | 3:1 (H)       |
| 2012/13   | UEFA Europa League            | Sechzehntelfinale      | Levante UD              | 0:4             | 0:3 (A)     | 0:1 (H)       |
| 2013/14   | UEFA Champions League         | Gruppenphase           | Paris Saint-Germain     | 2:6             | 1:4 (H)     | 1:2 (A)       |
| 2013/14   | UEFA Champions League         | Gruppenphase           | RSC Anderlecht          | 6:1             | 3:0 (A)     | 3:1 (H)       |
| 2013/14   | UEFA Champions League         | Gruppenphase           | Benfica Lissabon        | 2:1             | 1:1 (A)     | 1:0 (H)       |
| 2013/14   | UEFA Champions League         | Achtelfinale           | Manchester United       | 2:3             | 2:0 (H)     | 0:3 (A)       |
| 2014/15   | UEFA Champions League         | Gruppenphase           | Atlético Madrid         | 3:6             | 3:2 (H)     | 0:4 (A)       |
| 2014/15   | UEFA Champions League         | Gruppenphase           | Malmö FF                | 4:4             | 0:2 (A)     | 4:2 (H)       |
| 2014/15   | UEFA Champions League         | Gruppenphase           | Juventus Turin          | 3:3             | 1:0 (H)     | 2:3 (A)       |
| 2014/15   | UEFA Europa League            | Sechzehntelfinale      | Dnipro Dnipropetrowsk   | 2:4             | 00:2 (A) 4  | 2:2 (H)       |
| 2015/16   | UEFA Champions League         | Gruppenphase           | FC Bayern München       | 0:7             | 0:3 (H)     | 0:4 (A)       |
| 2015/16   | UEFA Champions League         | Gruppenphase           | FC Arsenal              | 3:5             | 3:2 (A)     | 0:3 (H)       |
| 2015/16   | UEFA Champions League         | Gruppenphase           | Dinamo Zagreb           | 3:1             | 1:0 (A)     | 2:1 (H)       |
| 2015/16   | UEFA Europa League            | Sechzehntelfinale      | RSC Anderlecht          | 1:3             | 0:1 (A)     | 1:2 n. V. (H) |
| 2016/17   | UEFA Champions League         | 3. Qualifikationsrunde | Hapoel Be’er Scheva     | 0:1             | 0:0 (H)     | 0:1 (A)       |
| 2016/17   | UEFA Europa League            | Play-offs              | FC Arouca               | 3:1             | 1:0 (A)     | 2:1 n. V. (H) |
| 2016/17   | UEFA Europa League            | Gruppenphase           | BSC Young Boys          | 2:1             | 1:0 (A)     | 1:1 (H)       |
| 2016/17   | UEFA Europa League            | Gruppenphase           | APOEL Nikosia           | 0:3             | 0:1 (H)     | 0:2 (A)       |
| 2016/17   | UEFA Europa League            | Gruppenphase           | FK Astana               | 5:2             | 4:1 (H)     | 1:1 (A)       |
| 2016/17   | UEFA Europa League            | Sechzehntelfinale      | Osmanlıspor FK          | 3:0             | 0:0 (H)     | 3:0 (A)       |
| 2016/17   | UEFA Europa League            | Achtelfinale           | Beşiktaş Istanbul       | 2:5             | 1:1 (H)     | 1:4 (A)       |
| 2017/18   | UEFA Champions League         | 3. Qualifikationsrunde | FK Partizan Belgrad     | 5:3             | 3:1 (A)     | 2:2 (H)       |
| 2017/18   | UEFA Champions League         | Play-offs              | HNK Rijeka              | 3:1             | 2:1 (H)     | 1:0 (A)       |
| 2017/18   | UEFA Champions League         | Gruppenphase           | Sporting Lissabon       | 3:6             | 2:3 (H)     | 1:3 (A)       |
| 2017/18   | UEFA Champions League         | Gruppenphase           | Juventus Turin          | 0:4             | 0:2 (A)     | 0:2 (H)       |
| 2017/18   | UEFA Champions League         | Gruppenphase           | FC Barcelona            | 1:3             | 1:3 (A)     | 0:0 (H)       |
| 2018/19   | UEFA Europa League            | 3. Qualifikationsrunde | FC Luzern               | 7:1             | 4:0 (H)     | 3:1 (A)       |
| 2018/19   | UEFA Europa League            | Play-offs              | FC Burnley              | 4:2             | 3:1 (H)     | 1:1 (A)       |
| 2018/19   | UEFA Europa League            | Gruppenphase           | Betis Sevilla           | 0:1             | 0:0 (H)     | 0:1 (A)       |
| 2018/19   | UEFA Europa League            | Gruppenphase           | AC Mailand              | 4:4             | 1:3 (A)     | 3:1 (H)       |
| 2018/19   | UEFA Europa League            | Gruppenphase           | F91 Düdelingen          | 7:1             | 2:0 (A)     | 5:1 (H)       |
| 2018/19   | UEFA Europa League            | Sechzehntelfinale      | Dynamo Kiew             | 2:3             | 2:2 (H)     | 0:1 (A)       |
| 2019/20   | UEFA Champions League         | 2. Qualifikationsrunde | Viktoria Pilsen         | 4:0             | 0:0 (A)     | 4:0 (H)       |
| 2019/20   | UEFA Champions League         | 3. Qualifikationsrunde | Istanbul Başakşehir FK  | 3:0             | 1:0 (A)     | 2:0 (H)       |
| 2019/20   | UEFA Champions League         | Play-offs              | FK Krasnodar            | 6:1             | 4:0 (H)     | 2:1 (A)       |
| 2019/20   | UEFA Champions League         | Gruppenphase           | Tottenham Hotspur       | 4:6             | 2:2 (H)     | 2:4 (A)       |
| 2019/20   | UEFA Champions League         | Gruppenphase           | Roter Stern Belgrad     | 2:3             | 1:3 (A)     | 1:0 (H)       |
| 2019/20   | UEFA Champions League         | Gruppenphase           | Bayern München          | 2:5             | 2:3 (A)     | 0:2 (H)       |
| 2019/20   | UEFA Europa League            | Sechzehntelfinale      | FC Arsenal              | (a)2:2(a)       | 0:1 (H)     | 2:1 n. V. (A) |
| 2019/20   | UEFA Europa League            | Achtelfinale           | Wolverhampton Wanderers | 1:2             | 1:1 (H)     | 0:1 (A)       |
| 2020/21   | UEFA Champions League         | Play-offs              | Omonia Nikosia          | 2:0             | 2:0 (H)     | 0:0 (A)       |
| 2020/21   | UEFA Champions League         | Gruppenphase           | Olympique Marseille     | 2:2             | 1:0 (H)     | 1:2 (A)       |
| 2020/21   | UEFA Champions League         | Gruppenphase           | FC Porto                | 0:4             | 0:2 (A)     | 0:2 (H)       |
| 2020/21   | UEFA Champions League         | Gruppenphase           | Manchester City         | 0:4             | 0:3 (A)     | 0:1 (H)       |
| 2020/21   | UEFA Europa League            | Sechzehntelfinale      | PSV Eindhoven           | 5:4             | 4:2 (H)     | 1:2 (A)       |
| 2020/21   | UEFA Europa League            | Achtelfinale           | FC Arsenal              | 2:3             | 1:3 (H)     | 1:0 (A)       |
| 2021/22   | UEFA Champions League         | 2. Qualifikationsrunde | Neftçi Baku             | 2:0             | 1:0 (H)     | 1:0 (A)       |
| 2021/22   | UEFA Champions League         | 3. Qualifikationsrunde | Ludogorez Rasgrad       | 3:3 (1:4 i. E.) | 1:1 (H)     | 2:2 n. V. (A) |
| 2021/22   | UEFA Europa League            | Play-offs              | ŠK Slovan Bratislava    | 5:2             | 3:0 (H)     | 2:2 (A)       |
| 2021/22   | UEFA Europa League            | Gruppenphase           | Royal Antwerpen         | 2:2             | 2:1 (H)     | 0:1 (A)       |
| 2021/22   | UEFA Europa League            | Gruppenphase           | Fenerbahçe Istanbul     | 4:0             | 3:0 (A)     | 1:0 (H)       |
| 2021/22   | UEFA Europa League            | Gruppenphase           | Eintracht Frankfurt     | 2:5             | 1:3 (A)     | 1:2 (H)       |
| 2021/22   | UEFA Europa League            | Finalrunden-Playoffs   | Atalanta Bergamo        | 1:5             | 1:2 (A)     | 0:3 (H)       |
| 2022/23   | UEFA Champions League         | 2. Qualifikationsrunde | Maccabi Haifa           | 1:5             | 1:1 (A)     | 0:4 (H)       |
| 2022/23   | UEFA Europa League            | 3. Qualifikationsrunde | ŠK Slovan Bratislava    | 3:3 (4:3 i. E.) | 1:1 (H)     | 2:2 n. V. (A) |
| 2022/23   | UEFA Europa League            | Play-offs              | Apollon Limassol        | 2:2 (3:1 i. E.) | 1:1 (A)     | 1:1 n. V. (H) |
| 2022/23   | UEFA Europa League            | Gruppenphase           | FC Nantes               | 1:4             | 1:2 (A)     | 0:2 (H)       |
| 2022/23   | UEFA Europa League            | Gruppenphase           | SC Freiburg             | 1:4             | 0:3 (H)     | 1:1 (A)       |
| 2022/23   | UEFA Europa League            | Gruppenphase           | Qarabağ Ağdam           | 0:3             | 0:3 (H)     | 0:0 (A)       |
| 2023/24   | UEFA Europa League            | 3. Qualifikationsrunde | KRC Genk                | 2:1             | 1:0 (H)     | 1:1 (A)       |
| 2023/24   | UEFA Europa League            | Play-offs              | FK Čukarički            | 6:1             | 3:1 (H)     | 3:0 (A)       |
| 2023/24   | UEFA Europa League            | Gruppenphase           | SC Freiburg             | 2:8             | 2:3 (H)     | 0:5 (A)       |
| 2023/24   | UEFA Europa League            | Gruppenphase           | FK TSC                  | 7:4             | 2:2 (A)     | 5:2 (H)       |
| 2023/24   | UEFA Europa League            | Gruppenphase           | West Ham United         | 2:2             | 2:1 (H)     | 0:1 (A)       |
| 2023/24   | UEFA Europa Conference League | Zwischenrunde          | Ferencváros Budapest    | 2:0             | 1:0 (H)     | 1:0 (A)       |
| 2023/24   | UEFA Europa Conference League | Achtelfinale           | Maccabi Tel Aviv        | 7:5             | 1:4 (H)     | 6:1 n. V. (A) |
| 2023/24   | UEFA Europa Conference League | Viertelfinale          | Fenerbahçe Istanbul     | 3:3 (3:2 i. E.) | 3:2 (H)     | 0:1 n. V. (A) |
| 2023/24   | UEFA Europa Conference League | Halbfinale             | Aston Villa             | 6:2             | 4:2 (A)     | 2:0 (H)       |
| 2023/24   | UEFA Europa Conference League | Finale                 | AC Florenz              | 1:0 n. V.       | (in Athen)  |               |
| 2024/25   | UEFA Europa League            | Ligaphase              | Olympique Lyon          | 0:2             | (A)         |               |
| 2024/25   | UEFA Europa League            | Ligaphase              | Sporting Braga          | 3:0             | (H)         |               |
| 2024/25   | UEFA Europa League            | Ligaphase              | Malmö FF                | 1:0             | (A)         |               |
| 2024/25   | UEFA Europa League            | Ligaphase              | Glasgow Rangers         | 1:1             | (H)         |               |
| 2024/25   | UEFA Europa League            | Ligaphase              | FCSB Bukarest           | 0:0             | (A)         |               |
| 2024/25   | UEFA Europa League            | Ligaphase              | FC Twente Enschede      | 0:0             | (H)         |               |
| 2024/25   | UEFA Europa League            | Ligaphase              | FC Porto                | 1:0             | (A)         |               |
| 2024/25   | UEFA Europa League            | Ligaphase              | Qarabağ Ağdam           | 3:0             | (H)         |               |
| 2024/25   | UEFA Europa League            | Achtelfinale           | FK Bodø/Glimt           | 2:4             | 0:3 (A)     | 2:1 (H)       |

Stand: 13. März 2025
Stand: 13. März 2025
| Wettbewerb                  | Spiele | S    | U  | N    | T+  | T-  |
| --------------------------- | ------ | ---- | -- | ---- | --- | --- |
| UEFA Champions League       | 188    | 67   | 37 | 84   | 226 | 283 |
| Europapokal der Pokalsieger | 033    | 13   | 07 | 13   | 043 | 047 |
| UEFA-Pokal / Europa League  | 138    | 58   | 28 | 52   | 197 | 179 |
| UEFA Conference League      | 009    | 07   | 0  | 02   | 019 | 009 |
| Gesamt                      | 368    | 1450 | 72 | 1510 | 484 | 519 |

### Spieler mit den meisten Toren
Stand: 29. Januar 2024 (über 4317 Tore seit 1959)
| Platz | Spieler                 | Nationalität | Tore |
| ----- | ----------------------- | ------------ | ---- |
| 01    | Giorgos Sideris         | Grieche      | 224  |
| 02    | Nikos Anastopoulos      | Grieche      | 145  |
| 03    | Alekos Alexandris       | Grieche      | 127  |
| 04    | Predrag Đorđević        | Serbe        | 108  |
| 05    | Nikos Gioutsos          | Grieche      | 99   |
| 06    | Michalis Kritikopoulos  | Grieche      | 84   |
| 07    | Konstantinos Fortounis  | Grieche      | 75   |
| 08    | Aris Papazoglou         | Grieche      | 71   |
| 09    | Youssef El-Arabi        | Marokko      | 67   |
| 10    | Panagiotis Tsalouchidis | Grieche      | 65   |
| 11    | Maik Galakos            | Grieche      | 64   |
|       | Stelios Giannakopoulos  | Grieche      | 64   |
|       | Ilija Ivić              | Serbe        | 64   |
| 14    | Vassilis Karapialis     | Grieche      | 61   |
| 15    | Giovanni                | Brasilianer  | 59   |
| 16    | Yves Triantafilos       | Franzose     | 58   |
| 17    | Tasos Mitropoulos       | Grieche      | 51   |
| 18    | Petros Karavitis        | Grieche      | 50   |
| 19    | Oleh Protassow          | Ukrainer     | 48   |
|       | Pavlos Vassiliou        | Grieche      | 48   |
| 21    | Vassilis Botinos        | Grieche      | 42   |
| 22    | Lajos Détári            | Ungar        | 35   |

### Sonstige Statistiken
- Rekordtorschütze: Giorgos Sideris (224)
- Höchster Sieg in der griechischen Liga Olympiakos – Fostiras 11:0 (1973/74)
- Höchste Niederlage in der griechischen Liga: Panathinaikos Athen – Olympiakos 8:2 (1. Juni 1930)
- Meiste Saisonsiege: 30 (1999/00)
- Meiste Saisontore: 102 (1973/74)
- Wenigste Saisontore: 13 (1972/73)
- Längste Siegesserie: 16 (8. bis 23. Spieltag in der Saison 2005/06)
- Längste Serie ohne Niederlage in einer Saison: 58 (3. Spieltag in der Saison 1972/73 bis 27. Spieltag in der Saison 1973/74)
- Längste Serie ohne Auswärtsniederlage: 34 (20. Spieltag in der Saison 2011/12 bis 28. Spieltag in der Saison 2013/14)
- Bester Saisonstart: 2013/14 (24 Siege, zwei Unentschieden)
- Teilnahmen an der UEFA Champions League: 28 (1958/59 zurückgezogen)
- Teilnahmen am Europapokal der Pokalsieger: 9 (1962/63 zurückgezogen)
- Teilnahmen an der UEFA Europa League: 19
- Höchster Sieg in der UEFA Champions League: Olympiakos – Bayer 04 Leverkusen 6:2 (18. September 2002)
- Höchste Niederlage in der UEFA Champions League: Juventus Turin – Olympiakos 7:0 (10. Dezember 2003)
- Spieler mit den meisten europäischen Einsätzen: Predrag Đorđević (83)
- Spieler mit den meisten Toren in europäischen Wettbewerben: Youssef El-Arabi (19)